# 2015年太平洋飓风季时间轴
2015年太平洋颶風季是有纪录以来第二活跃的太平洋颶風季，颶風派翠莎更刷新西半球史上最强熱帶氣旋纪录。飓风季5月15日在东太平洋（西经140度线以东）正式开始，6月1日在中太平洋（国际日期变更线到西经140度线）开始，11月30日结束，传统上每年国际日期变更线以东绝大多数熱帶氣旋都是这段时间形成。本季首场风暴是5月28日成型的飓风安德烈斯，最后的气旋是第九C号热带低气压，直到12月31日才消散，比飓风季正式结束还晚一个多月。
全季共形成31个热带低气压，其中26个升级热带风暴，16场达飓风强度，追平史上最高纪录；11场达到大型飓风标准，再度追平历史纪录。中太平洋活跃度创纪录，形成或进入的热带气旋有16个之多，远超1992与1994年太平洋颶風季并列保持的纪录（11个）。8月30日，东北太平洋同时出现伊格纳西奥、希梅纳、基洛三场四级飓风，这在史上尚属首次。10月23日，颶風派翠莎达到最大持续风速每小时345公里、气压872毫巴（百帕，25.75英寸汞柱）最高强度，刷新西半球热带气旋强度纪录。强烈的聖嬰現象令海面温度高到异常，加上垂直风切变化，共同导致2015年东太平洋的热带气旋特别活跃，大量热带气旋形成并增强。
西经106度以东的风暴采用北美中部时区，114.9至106度间采用北美山区时区，140至115度采用太平洋时区，140度至国际日期变更线采用夏威夷－阿留申時區，但为方便起见，本文统一采用协调世界时。2015年太平洋飓风季时间轴记载全季所有热带或亚热带气旋形成、增强、减弱、登陆，转变成溫帶氣旋及消散的具体信息，还包括飓风季期间没有发布的信息，如美国国家飓风中心飓风季过后重新分析并回顾各风暴时的更新，包括最大持续风速、位置、距离在内的所有数字均四舍五入成整数。

## 时间轴

### 五月
5月15日
- 2015年太平洋飓风季正式开始[2]。

5月28日
- 06:00，10°48′N 109°54′W / 10.8°N 109.9°W：下加利福尼亞半島最南角以南约1335公里的扰动天气区形成第一E号热带低气压[10]。
- 12:00，11°06′N 111°00′W / 11.1°N 111.0°W：第一E号热带低气压在下加利福尼亚半岛最南端以南约1310公里升级热带风暴并获名“安德烈斯”[10]。

5月29日
- 18:00，12°36′N 114°36′W / 12.6°N 114.6°W：热带风暴安德烈斯在索科羅島西南约780公里升级一级飓风[10]。

5月30日
- 12:00，14°06′N 115°42′W / 14.1°N 115.7°W：飓风安德烈斯在索科罗岛西南约715公里达到二级飓风标准[10]。

5月31日
- 00:00，15°00′N 116°36′W / 15.0°N 116.6°W：飓风安德烈斯在索科罗岛西南约725公里增强成三级飓风，是1971年以来第五个五月太平洋大型飓风[10]。
- 12:00，12°00′N 102°12′W / 12.0°N 102.2°W：墨西哥阿卡普尔科西南偏南约595公里的扰动天气形成第二E号热带低气压[11]。

### 六月

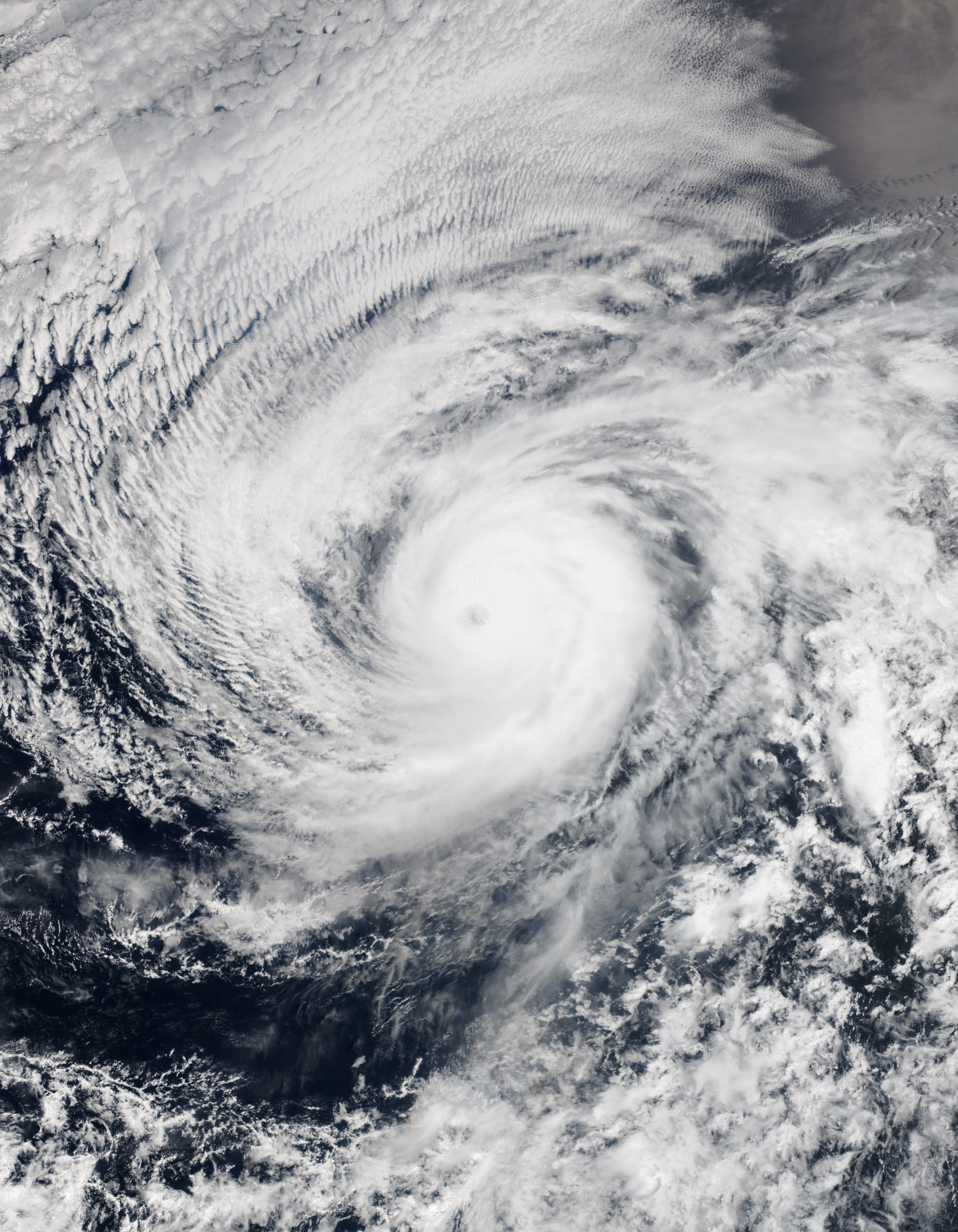
6月1日达到最高强度后不久的飓风安德烈斯

6月1日

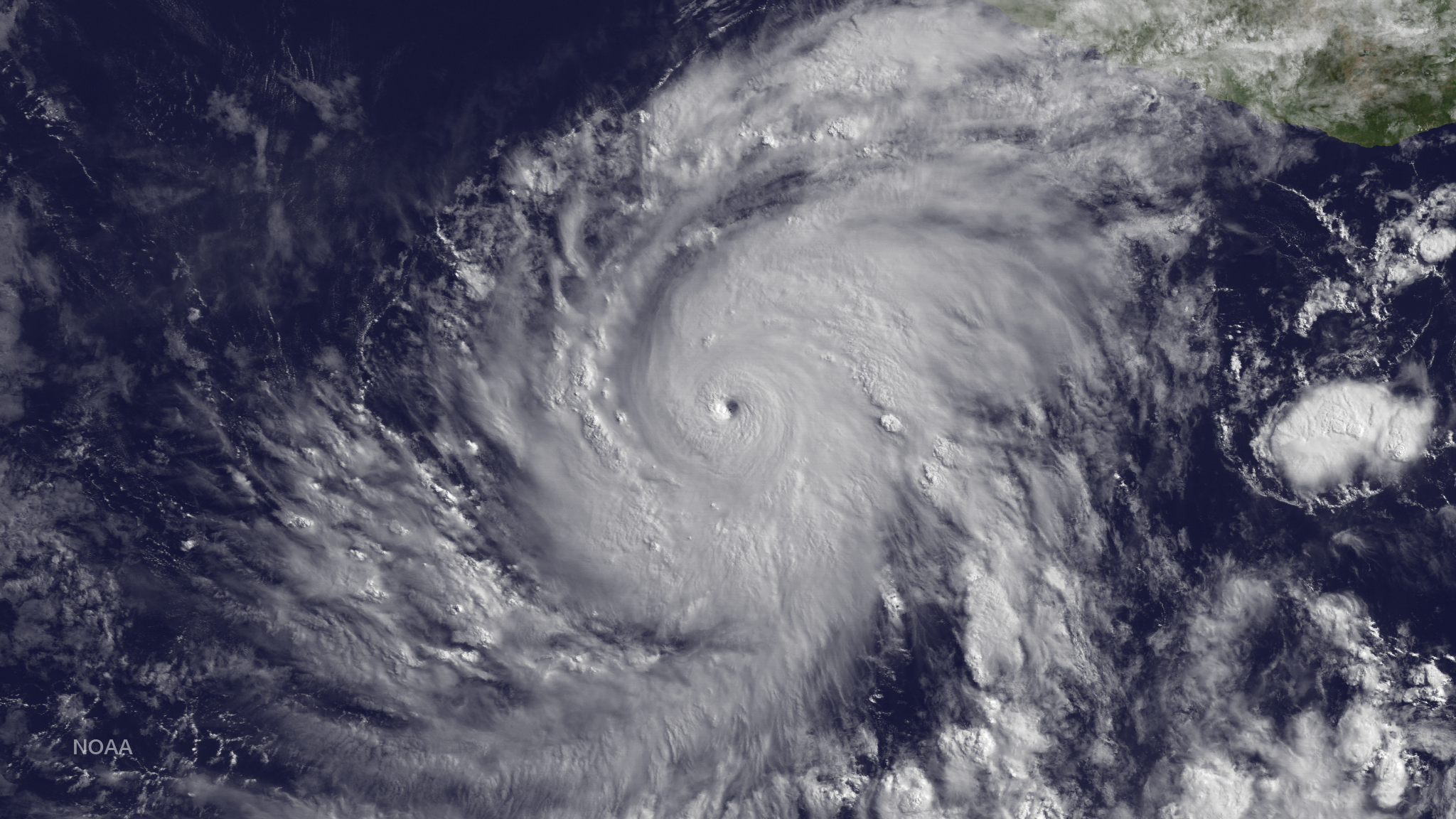
6月3日接近最高强度的飓风布兰卡

- 00:00，15°18′N 119°00′W / 15.3°N 119.0°W：飓风安德烈斯在索科罗岛西南偏西约935公里达到四级强度[10]。
- 06:00，15°24′N 119°30′W / 15.4°N 119.5°W：飓风安德烈斯在索科罗岛西南偏西约975公里达到最大持续风速每小时235公里、气压937毫巴（百帕，27.67英寸汞柱）最高强度[10]。
- 12:00，13°18′N 103°30′W / 13.3°N 103.5°W：第二E号热带低气压在阿卡普尔科西南约555公里升级热带风暴布兰卡[11]。

6月2日
- 00:00，16°18′N 121°12′W / 16.3°N 121.2°W：飓风安德烈斯在索科罗岛西南偏西减弱成三级飓风[10]。
- 06:00，16°54′N 121°54′W / 16.9°N 121.9°W：飓风安德烈斯在索科罗岛西南偏西约1175公里降至二级飓风范围[10]。
- 12:00，17°24′N 122°42′W / 17.4°N 122.7°W：飓风安德烈斯在索科罗岛以西约1245公里消退成一级飓风[10]。
- 18:00，12°54′N 104°30′W / 12.9°N 104.5°W：热带风暴布兰卡在墨西哥锡瓦塔内霍西南偏南约660公里升级一级飓风[11]。

6月3日
- 06:0，18°54′N 124°42′W / 18.9°N 124.7°W：飓风安德烈斯在索科罗岛以西约1440公里降级热带风暴[10]。
- 06:00，12°36′N 104°36′W / 12.6°N 104.6°W：飓风布兰卡在阿卡普尔科西南约690公里强化成二级飓风[11]。
- 12:00，12°24′N 104°36′W / 12.4°N 104.6°W：飓风布兰卡快速增强，在阿卡普尔科西南约710公里达到四级飓风标准，是本季第二场大型飓风，也是1971年开始有可靠纪录以来自然年内形成日期最早的第二场大型飓风[11]。
- 18:00，12°18′N 104°36′W / 12.3°N 104.6°W：飓风布兰卡在墨西哥拉薩羅卡德納斯西南偏南约675公里达到风力时速235公里、气压936毫巴（百帕，27.64英寸汞柱）最高强度[11]。

6月4日
- 06:00，12°00′N 104°48′W / 12.0°N 104.8°W：强烈的上升流令海面温度降低，飓风布兰卡在拉薩羅卡德納斯西南偏南约715公里降至三级飓风标准[11][12]。
- 12:00，20°12′N 124°48′W / 20.2°N 124.8°W：热带风暴安德烈斯在索科罗岛西北偏西约1455公里退化成残留低气压区[10]。
- 12:00，12°12′N 104°54′W / 12.2°N 104.9°W：飓风布兰卡在拉薩羅卡德納斯西南偏南约700公里急剧减弱成二级飓风[11]。

6月5日
- 12:00，14°30′N 106°30′W / 14.5°N 106.5°W：飓风布兰卡在墨西哥曼萨尼约西南约555公里降至一级飓风标准[11]。

6月6日
- 00:00，15°42′N 107°54′W / 15.7°N 107.9°W：飓风布兰卡在曼萨尼约西南约530公里再度增强成二级飓风[11]。
- 06:00，16°24′N 108°30′W / 16.4°N 108.5°W：飓风布兰卡在墨西哥巴亚尔塔港西南约585公里再达大型飓风标准[11]。
- 12:00，17°06′N 109°06′W / 17.1°N 109.1°W：飓风布兰卡在巴亚尔塔港西南约570公里达到持续风速每小时210公里的第二波强度高峰，再次成为四级飓风[11]。
- 18:00，17°48′N 109°42′W / 17.8°N 109.7°W：飓风布兰卡在巴亚尔塔港西南约565公里减弱成三级飓风[11]。

6月7日
- 03:30左右：飓风布卡达从索科罗岛东北仅50公里近海掠过，自动气象站测得每小时119公里持续风速，阵风时速163公里后中止汇报[11]。
- 06:00，19°24′N 110°30′W / 19.4°N 110.5°W：飓风布兰卡在墨西哥卡沃圣卢卡斯西南偏南约395公里减弱成二级飓风[11]。
- 18:00，20°48′N 110°54′W / 20.8°N 110.9°W：飓风布兰卡在卡沃圣卢卡斯西南偏南约255公里降级热带风暴[11]。

6月8日

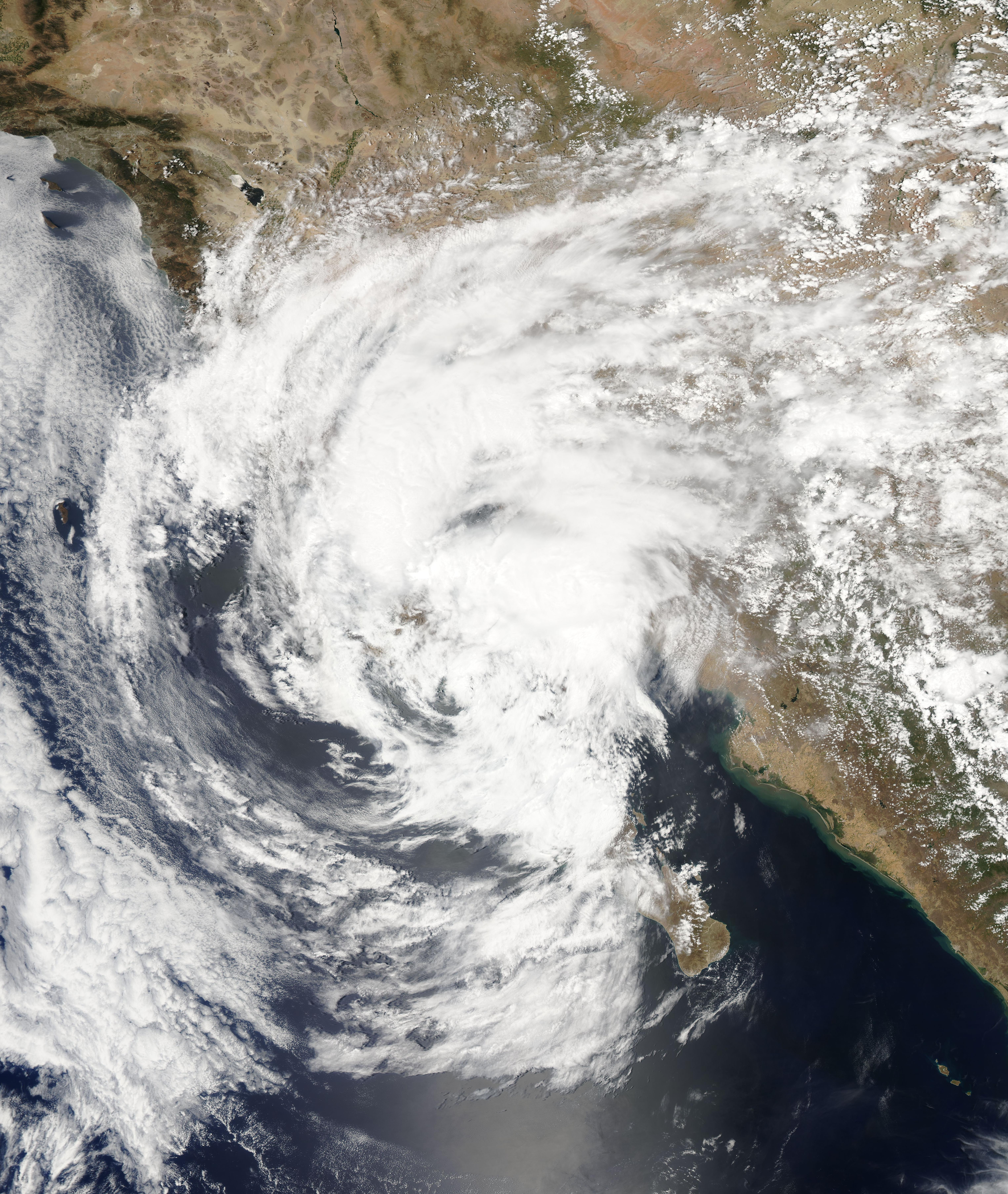
6月8日下加利福尼亚半岛上空还在减弱的热带低气压布兰卡

- 10:00，24°18′N 111°42′W / 24.3°N 111.7°W：热带风暴布兰卡以风力时速80公里强度登陆墨西哥圣玛格丽塔岛，是1971年开始有可靠纪录以来自然年内下加利福尼亚半岛登陆日期最早的热带气旋[11]，比原纪录提早一个月[12]。
- 11:15，24°30′N 111°48′W / 24.5°N 111.8°W：热带风暴布兰卡穿越马格达莱纳湾后以持续风速每小时70公里强度再次登陆下加利福尼亚半岛，登陆点在阿古丁港附近[11]。
- 20:00，26°36′N 113°00′W / 26.6°N 113.0°W：热带风暴布兰卡短暂返回太平洋并降级热带低气压，随后以风力时速55公里强度第三次登陆，登陆点在墨西哥帕特罗奇尼奥西南偏南约25公里[11]。

6月9日
- 06:00，28°30′N 114°00′W / 28.5°N 114.0°W：热带低气压布兰卡在墨西哥圣罗萨利亚西北约215公里瓦解成不含对流的残留低气压区[11]。

6月10日
- 18:00，12°00′N 98°30′W / 12.0°N 98.5°W：墨西哥埃斯孔迪多港西南偏南约465公里的大范围低气压区形成第三E号热带低气压[13]。

6月11日
- 12:00，13°42′N 100°06′W / 13.7°N 100.1°W：第三E号热带低气压在阿卡普尔科以南约370公里升级热带风暴并获名“卡洛斯”[13]。

6月13日

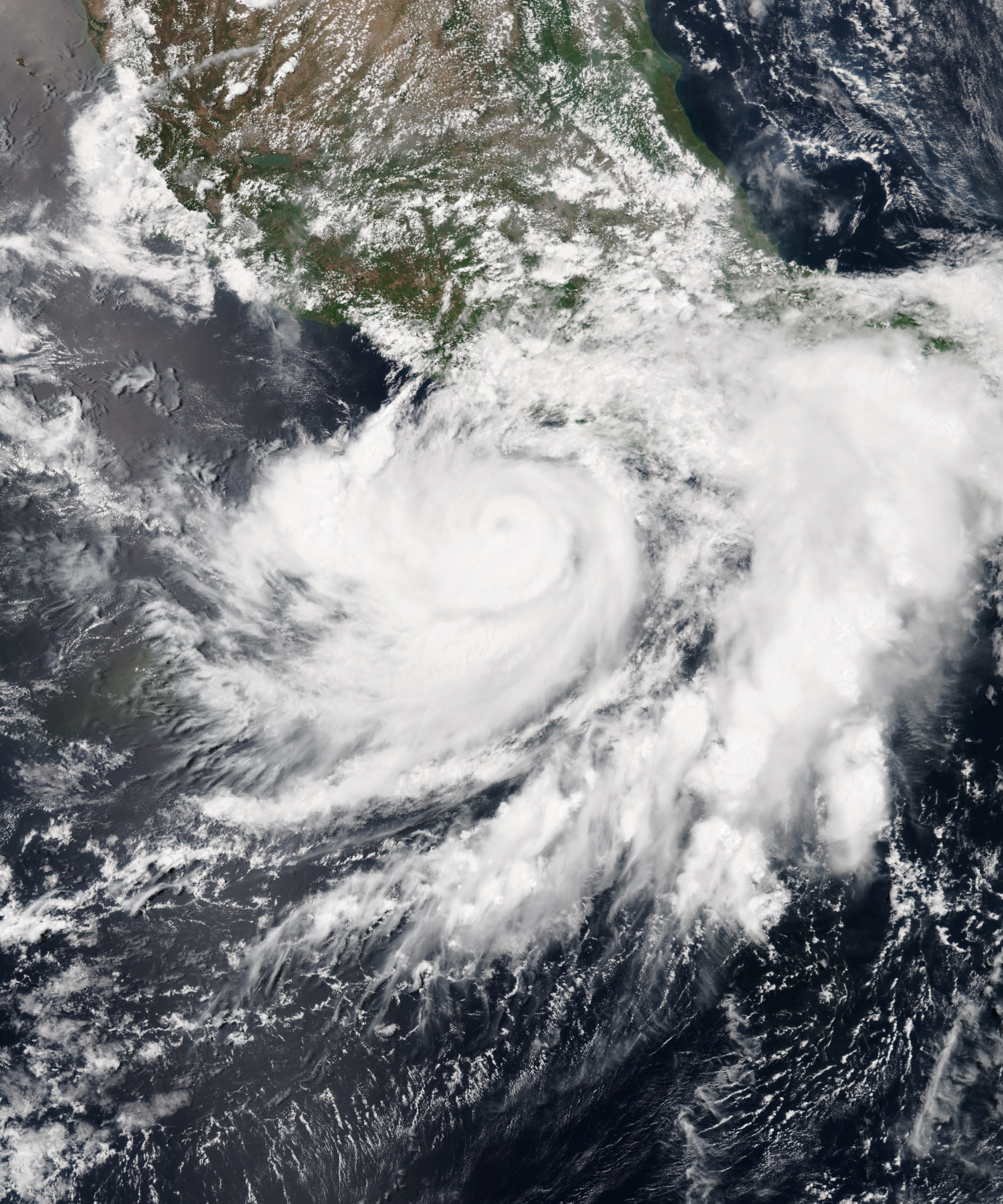
6月13日处最高强度的飓风卡洛斯

- 12:00，15°00′N 99°54′W / 15.0°N 99.9°W：热带风暴卡洛斯在阿卡普尔科以南约235公里升级一级飓风[13]。
- 18:00，15°06′N 99°54′W / 15.1°N 99.9°W：飓风卡洛斯在阿卡普尔科以南约195公里达到978毫巴（百帕，28.88英寸汞柱）最低气压[13]。

6月15日
- 00:00，16°36′N 101°12′W / 16.6°N 101.2°W：飓风卡洛斯在阿卡普尔科西南偏南约120公里降级热带风暴，估计是因风暴移动缓解形成上升流，深海寒冷海水令海面温度降低[13]。
- 18:00，16°54′N 102°48′W / 16.9°N 102.8°W：热带风暴卡洛斯在拉薩羅卡德納斯西南约135公里再度升级飓风[13]。

6月16日
- 18:00，17°42′N 104°18′W / 17.7°N 104.3°W：飓风卡洛斯异常狭小，最大风速半径仅72公里，在曼萨尼约以南约145公里达到每小时145公里最高风速[13]。

6月17日
- 06:00，18°48′N 104°42′W / 18.8°N 104.7°W：飓风卡洛斯迅速减弱，在曼萨尼约西南约50公里降级热带风暴[13]。
- 09:00，19°18′N 104°54′W / 19.3°N 104.9°W：热带风暴卡洛斯以风力时速80公里强度登陆墨西哥特纳卡蒂塔附近[13]。
- 18:00，20°24′N 105°42′W / 20.4°N 105.7°W：热带风暴卡洛斯在巴亚尔塔港西南约55公里瓦解为残留低气压区，风速跌至烈風强度以下[13]。

### 七月
7月8日

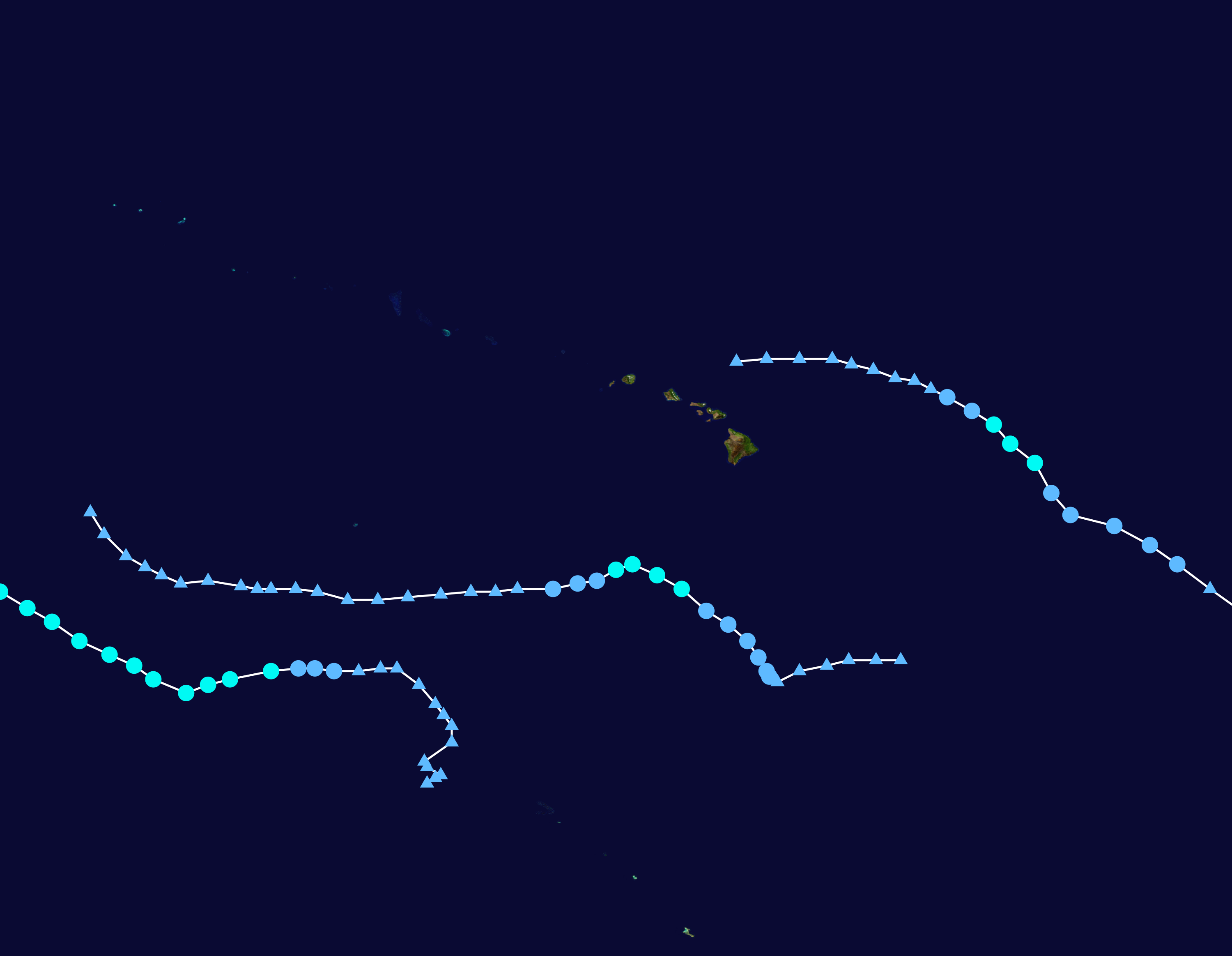
热带风暴哈洛拉（左）、尤内（中）、埃拉都在七月经过中太平洋，以上是三场风暴的移动路线，中间的陆地是夏威夷群島

- 00:00，15°18′N 139°30′W / 15.3°N 139.5°W：第四E号热带低气压在夏威夷州希洛东南偏东约1650公里成型，随后马上穿过西经140度线进入中太平洋[14]
- 12:00，16°36′N 142°00′W / 16.6°N 142.0°W：第四E号热带低气压在希洛东南偏东约1425公里升级热带风暴并获名“埃拉”[14]。
- 18:00，17°12′N 143°24′W / 17.2°N 143.4°W：热带风暴埃拉在希洛东南偏东约1265公里达到风力时速65公里、气压1002毫巴（百帕，29.59英寸汞柱）最高强度[14]。

7月10日
- 00:00，20°54′N 147°00′W / 20.9°N 147.0°W：热带风暴埃拉在希洛以东约855公里降级热带风暴[14]。
- 06:00，11°30′N 169°54′W / 11.5°N 169.9°W：檀香山西南约1650公里的低气压区形成第一C号热带低气压[15]。
- 06:00，10°54′N 154°24′W / 10.9°N 154.4°W：檀香山东南约1205公里的低气压区发展出第二C号热带低气压[16]。
- 12:00，21°42′N 148°30′W / 21.7°N 148.5°W：热带低气压埃拉在希洛东北偏东约715公里瓦解成后热带气旋[14]。

7月11日
- 00:00，11°24′N 172°42′W / 11.4°N 172.7°W：第一C号热带低气压在檀香山西南约1930公里升级成热带风暴哈洛拉[15]。
- 12:00，11°54′N 98°24′W / 11.9°N 98.4°W：阿卡普尔科东南偏南约555公里的低气压区形成第五E号热带低气压[17]。
- 18:00，14°24′N 157°36′W / 14.4°N 157.6°W：第二C号热带低气压在檀香山以南约765公里升级热带风暴并获名“尤因”，同时达到持续风速每小时65公里、气压1004毫巴（百帕，29.65英寸汞柱）最高强度[16]。
- 18:00，12°12′N 99°24′W / 12.2°N 99.4°W：第五E号热带低气压在阿卡普尔科以南约525公里升级成热带风暴多洛雷斯[17]。

7月12日

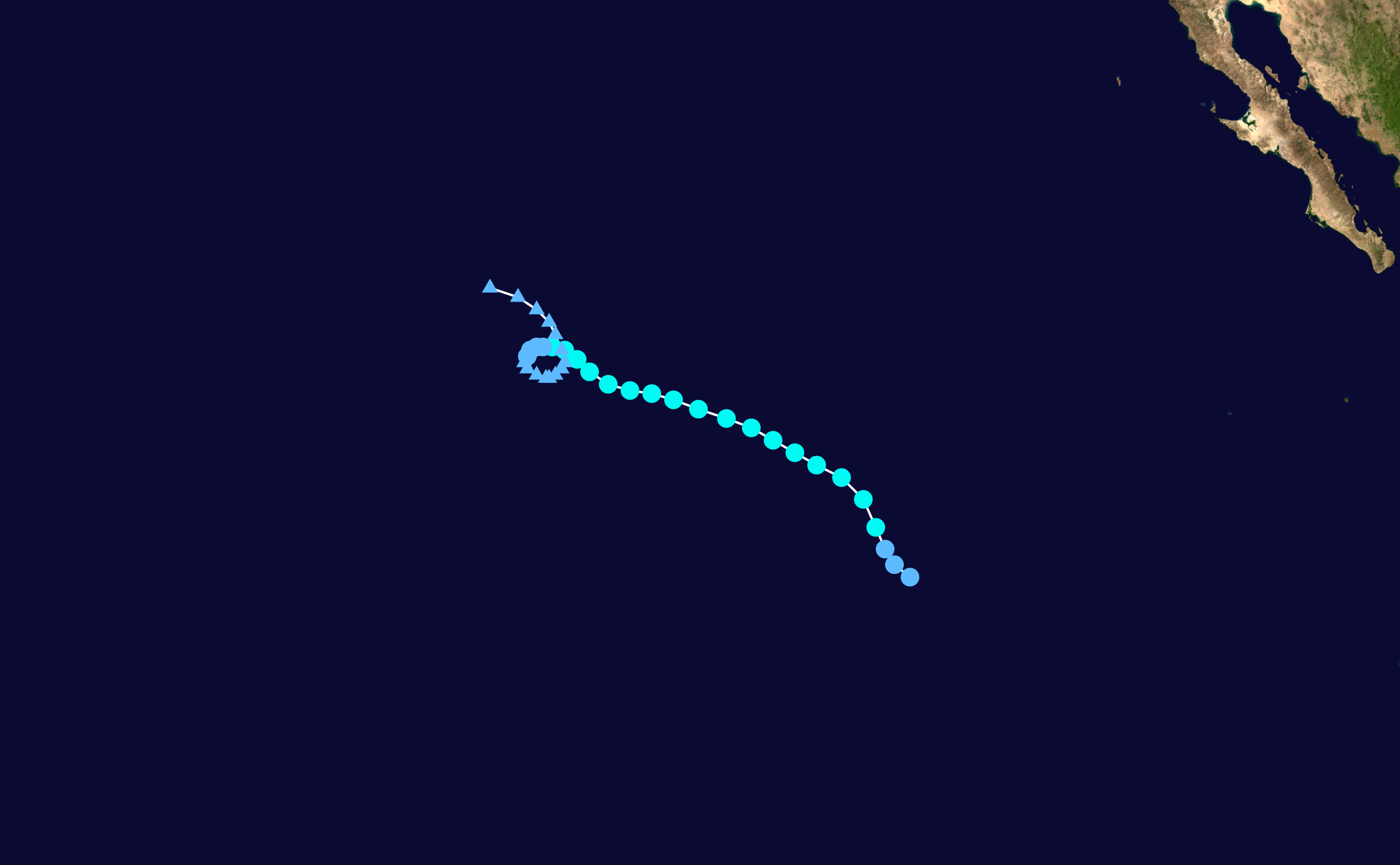
热带风暴恩里克的移动路线

- 06:00，11°24′N 177°42′W / 11.4°N 177.7°W：热带风暴哈洛拉在中太平洋达到风力时速95公里、气压999毫巴（百帕，29.5英寸汞柱）最高强度[15]。
- 12:00，13°06′N 125°00′W / 13.1°N 125.0°W：卡沃圣卢卡斯西南偏西约1920公里的大范围低气压区形成第六E号热带低气压[18]
- 18:00，14°48′N 160°36′W / 14.8°N 160.6°W：热带风暴尤因在檀香山西南偏南约780公里降级热带低气压[16]。

7月13日
- 00:00：热带风暴哈洛拉穿过国际日期变更线进入西太平洋，日本气象厅接手监控职能。聯合颱風警報中心、美国国家气象局驻關島办事处也发布公告[15]。
- 06:00，14°42′N 126°06′W / 14.7°N 126.1°W：第六E号热带低气压在卡沃圣卢卡斯西南约1930公里升级为热带风暴恩里克[18]。
- 12:00，16°48′N 105°18′W / 16.8°N 105.3°W：热带风暴多洛雷斯在曼萨尼约西南约275公里升级一级飓风[17]。
- 12:00，14°24′N 163°24′W / 14.4°N 163.4°W：热带低气压尤因在檀香山西南约965公里瓦解为后热带气旋[16]。

7月14日
- 18:00，17°54′N 130°06′W / 17.9°N 130.1°W：热带风暴恩里克在卡沃圣卢卡斯西南偏西约2180公里达到持续风速每小时80公里、气压1000毫巴（百帕，29.53英寸汞柱）最高强度[18]。

7月15日
- 00:00，18°00′N 108°54′W / 18.0°N 108.9°W：飓风多洛雷斯在卡沃圣卢卡斯以南约555公里达到二级飓风标准[17]。
- 06:00，18°06′N 109°24′W / 18.1°N 109.4°W：飓风多洛雷斯快速增强，在索科罗岛东南约175公里达到风力时速210公里、气压946毫巴（百帕，27.94英寸汞柱）最高强度，属四级飓风[17]。
- 12:00，18°12′N 109°54′W / 18.2°N 109.9°W：飓风多洛雷斯在索科罗岛东南约120公里减弱为三级飓风[17]。

7月16日

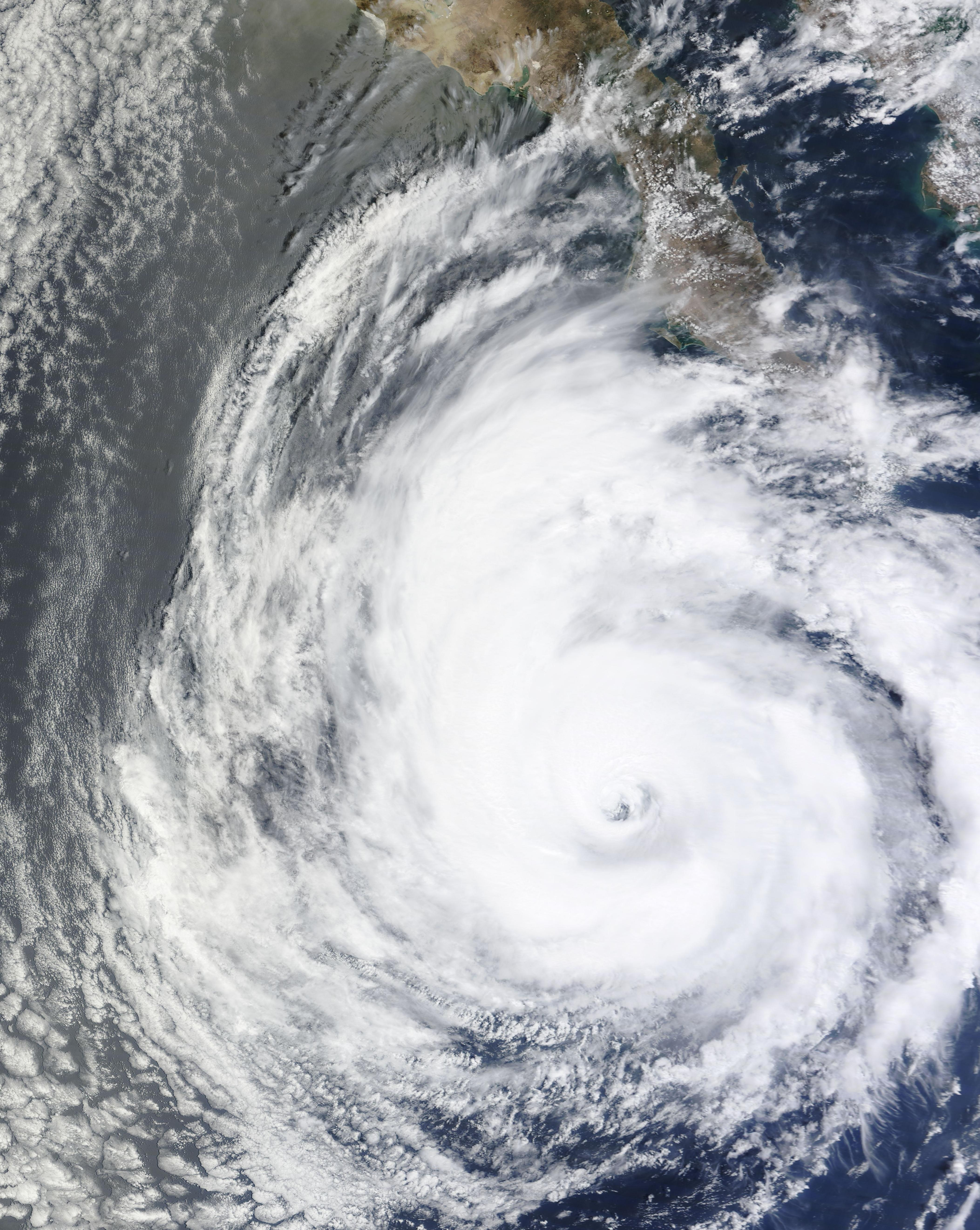
7月16日在下加利福尼亚半岛西南逐渐减弱的飓风多洛雷斯

- 00:00，18°54′N 110°42′W / 18.9°N 110.7°W：飓风多洛雷斯降至二级飓风强度并从索科罗岛东北仅32到40公里近海掠过。自动气象站测得每小时127公里持续风速，阵风时速185公里[17]。

7月17日
- 00:00，20°36′N 112°54′W / 20.6°N 112.9°W：飓风多洛雷斯在卡沃圣卢卡斯西南约400公里减弱成一级飓风[17]。
- 12:00，21°12′N 114°36′W / 21.2°N 114.6°W：飓风多洛雷斯在卡沃圣卢卡斯西南偏西约525公里降级热带风暴[17]。
- 12:00，20°30′N 136°48′W / 20.5°N 136.8°W：热带风暴恩里克在希洛东南偏东约1915公里降级热带低气压[18]。

7月18日
- 12:00，20°00′N 137°24′W / 20.0°N 137.4°W：热带低气压恩里克在希洛东南偏东约1850公里瓦解成残留低气压区[18]。
- 18:00，23°48′N 118°12′W / 23.8°N 118.2°W：热带风暴多洛雷斯在南下加利福尼亚州宪法城以西约675公里退化成残留低气压区[17]。

7月23日
- 06:00，17°48′N 113°48′W / 17.8°N 113.8°W：卡沃圣卢卡斯西南约690公里的狭长低气压区发展出第七E号热带低气压[19]。
- 12:00，18°36′N 114°30′W / 18.6°N 114.5°W：第七E号热带低气压在卡沃圣卢卡斯西南约675公里升级为热带风暴费利西亚，同时达到持续风速每小时65公里、气压1004毫巴（百帕，29.65英寸汞柱）最高强度[19]。

7月24日
- 00:00，20°06′N 116°06′W / 20.1°N 116.1°W：热带风暴费利西亚在卡沃圣卢卡斯西南约715公里降级热带低气压[19]。
- 18:00，22°18′N 118°30′W / 22.3°N 118.5°W：热带低气压费利西亚瓦解在卡沃圣卢卡斯西南偏西约885公里瓦解成残留低气压区[19]。

7月27日
- 18:00，15°24′N 125°12′W / 15.4°N 125.2°W：卡沃圣卢卡斯西南偏西约1795公里的低气压区形成第八E号热带低气压，气旋马上达到持续风速每小时55公里、气压1006毫巴（百帕，29.71英寸汞柱）最高强度[20]。

7月29日
- 18:00，7°48′N 123°24′W / 7.8°N 123.4°W：下加利福尼亚半岛最南角西南约2315公里的低气压区形成第九E号热带低气压[21]。

7月30日
- 00:00，8°00′N 124°42′W / 8.0°N 124.7°W：第九E号热带低气压在卡沃圣卢卡斯西南约2285公里升级热带风暴并获名“吉列尔莫”[21]。
- 00:00，16°36′N 136°24′W / 16.6°N 136.4°W：第八E号热带低气压在夏威夷島以东约1970公里消退成残留低气压区[20]。

7月31日

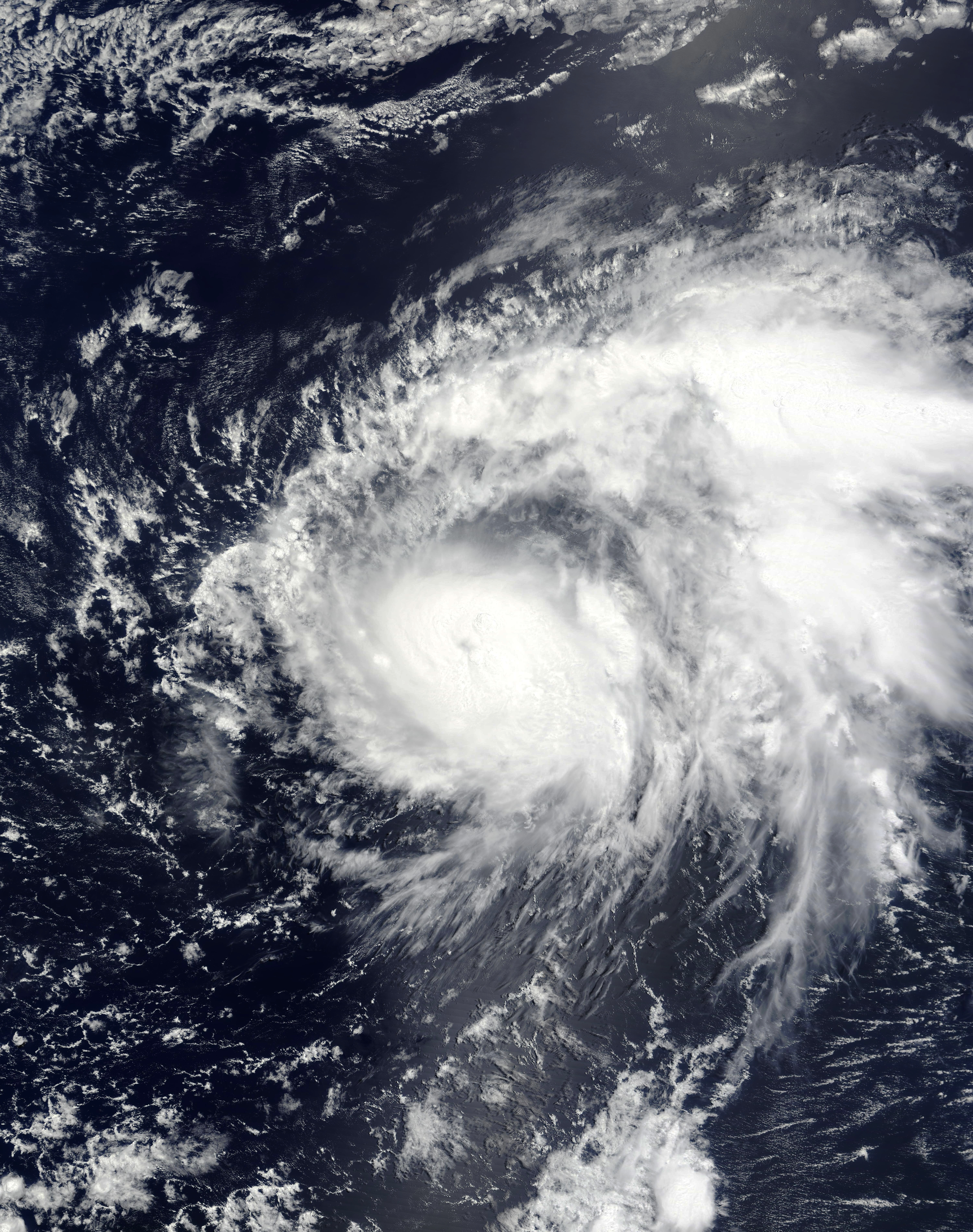
7月31日处最高强度的飓风吉列尔莫

- 06:00，11°12′N 130°00′W / 11.2°N 130.0°W：热带风暴吉列尔莫在希洛东南约2850公里升至一级飓风[21]。
- 12:00，12°06′N 131°54′W / 12.1°N 131.9°W：飓风吉列尔莫在希洛东南约2615公里增强成二级飓风[21]。
- 18:00，12°30′N 133°54′W / 12.5°N 133.9°W：飓风吉列尔莫增强在希洛东南约2400公里达到持续风速每小时175公里、最低气压967毫巴（百帕，28.56英寸汞柱）最高强度[21]。

### 八月
8月2日
- 00:00：飓风吉列尔莫穿过西经140度线进入中太平洋[21]。
- 18:00，14°54′N 143°42′W / 14.9°N 143.7°W：飓风吉列尔莫在希洛东南约1320公里减弱成一级飓风[21]。

8月3日
- 12:00，16°36′N 145°42′W / 16.6°N 145.7°W：飓风吉列尔莫在希洛东南偏东约1050公里降级热带风暴[21]。

8月6日
- 00:00，12°24′N 129°12′W / 12.4°N 129.2°W：卡沃圣卢卡斯西南偏西约2405公里的东风波发展成第十E号热带低气压[22]
- 12:00，12°36′N 131°30′W / 12.6°N 131.5°W：第十E号热带低气压在卡沃圣卢卡斯西南偏西约2550公里升级为热带风暴希尔达[22]。

8月7日
- 00:00，21°36′N 155°24′W / 21.6°N 155.4°W：热带风暴吉列尔莫在希洛以北约210公里降级热带低气压[21]。
- 12:00，22°30′N 158°06′W / 22.5°N 158.1°W：热带低气压吉列尔莫在檀香山西北偏北约135公里瓦解为残留低气压区[21]。
- 18:00，12°36′N 137°36′W / 12.6°N 137.6°W：热带风暴希尔达在希洛东南偏东约2025公里升级一级飓风[22]。

8月8日

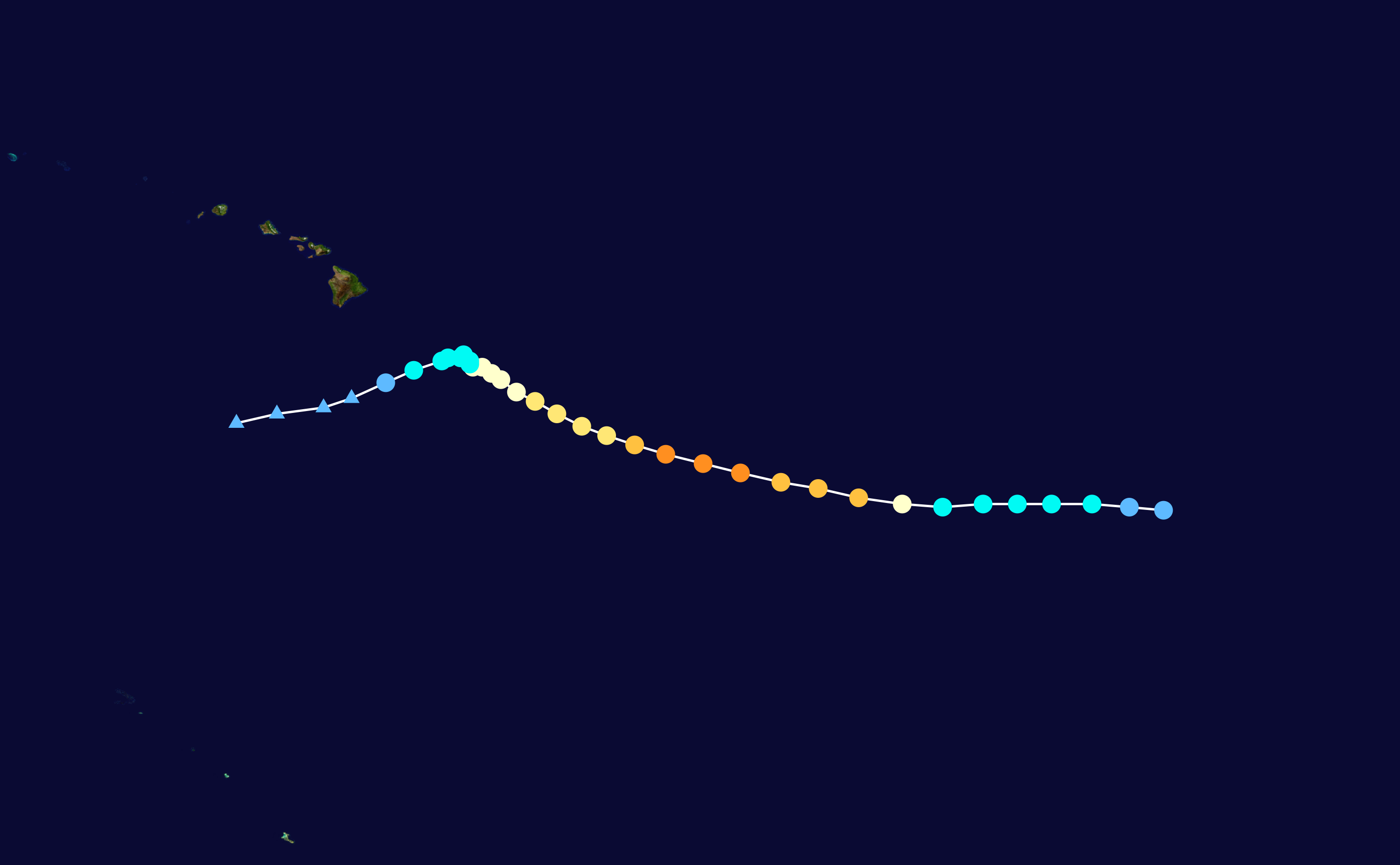
飓风希尔达穿越中太平洋，其间短暂威胁夏威夷群岛，但减弱后在8月12日转向

- 00:00，12°48′N 139°00′W / 12.8°N 139.0°W：飓风希尔达快速增强，在希洛东南偏东约1880公里达到三级飓风标准[22]。
- 06:00：飓风希尔达穿过西经140度线进入中太平洋[22]。
- 18:00，13°36′N 142°48′W / 13.6°N 142.8°W：飓风希尔达在希洛东南偏东约1475公里增强成四级飓风，同时达到风力时速235公里、气压937毫巴（百帕，27.67英寸汞柱）最高强度[22]。

8月9日
- 12:00，14°30′N 146°12′W / 14.5°N 146.2°W：飓风希尔达的强度在希洛东南偏东约1110公里回落至三级飓风标准[22]。
- 18:00，14°48′N 147°06′W / 14.8°N 147.1°W：飓风希尔达在希洛东南约1010公里弱化成二级飓风[22]。

8月10日
- 18:00，16°12′N 150°00′W / 16.2°N 150.0°W：飓风希尔达在希洛东南约670公里降至一级飓风范围[22]。

8月12
- 00:00，17°06′N 151°30′W / 17.1°N 151.5°W：飓风希尔达在希洛东南约475公里降级热带风暴[22]。

8月13日
- 18:00，16°30′N 154°12′W / 16.5°N 154.2°W：热带风暴希尔达在希洛东南偏南约370公里降级热带低气压[22]。

8月14日
- 00:00，16°00′N 155°18′W / 16.0°N 155.3°W：热带低气压希尔达在希洛以南约410公里退化成残留低气压区[22]。

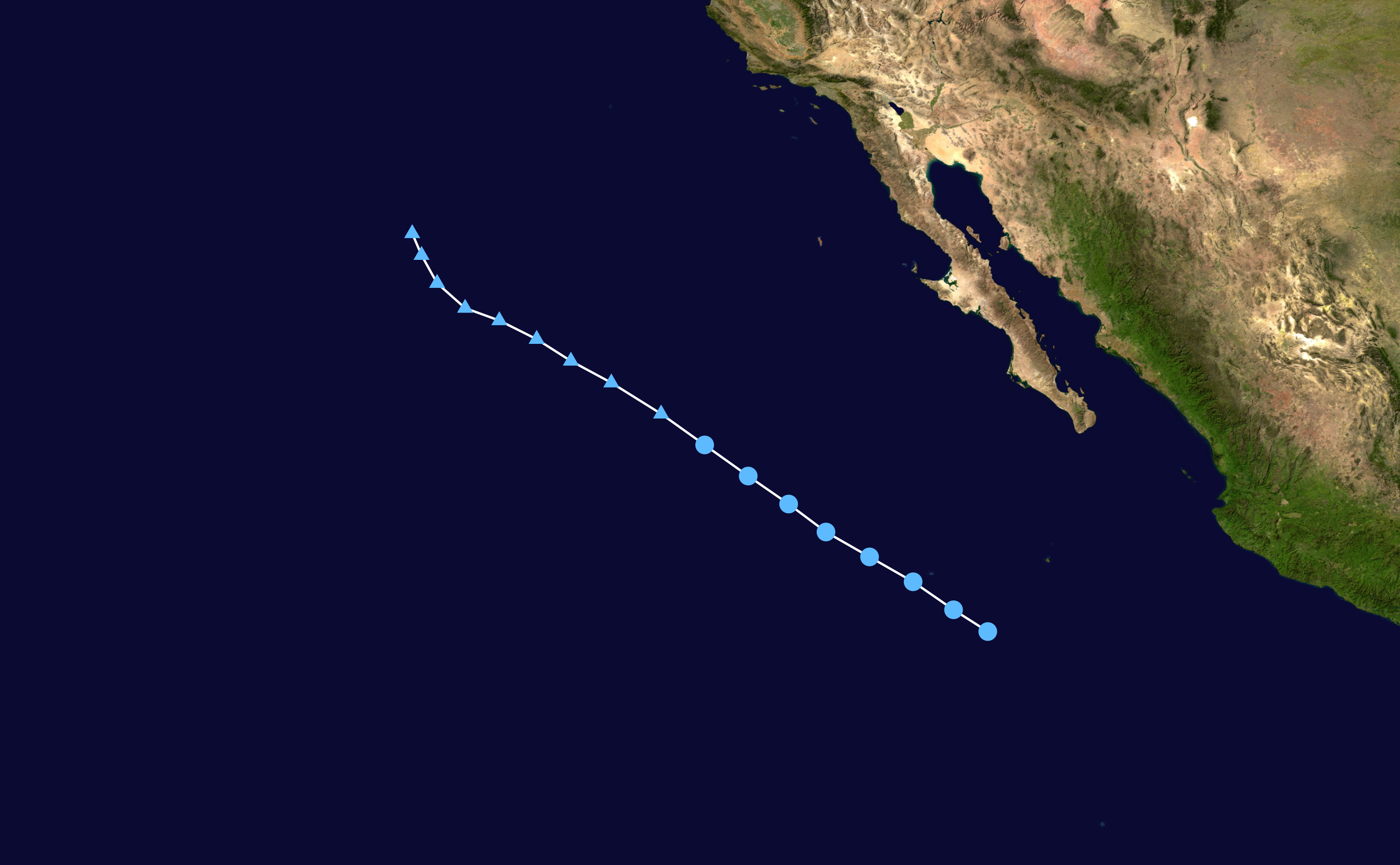
第十一E号热带低气压沿墨西哥西岸平行移动

8月16日
- 00:00，16°30′N 112°54′W / 16.5°N 112.9°W：卡沃圣卢卡斯西南偏南约780公里的低气压区发展成第十一E号热带低气压，气旋马上达到风力时速55公里、气压1003毫巴（百帕，29.62英寸汞柱）最高强度[23]。

8月18日
- 00:00，23°30′N 123°24′W / 23.5°N 123.4°W：第十一E号热带低气压在卡沃圣卢卡斯以西约1390公里瓦解成残留低气压区[23]。

8月21日
- 00:00，14°48′N 177°30′W / 14.8°N 177.5°W：第四C号热带低气压在约翰斯顿环礁西南偏西约875公里形成[24]
- 18:00，16°06′N 177°12′W / 16.1°N 177.2°W：第四C号热带低气压在约翰斯顿环礁以西约820公里升级热带风暴并获名“洛克”[24]。

8月22日
- 06:00，13°12′N 155°48′W / 13.2°N 155.8°W：希洛以南约725公里的低气压区形成热带低气压[5]。
- 12:00，17°12′N 177°54′W / 17.2°N 177.9°W：热带风暴洛克在约翰斯顿环礁以西约895公里降级热带低气压[24]。

8月23日
- 00:00，18°24′N 179°00′W / 18.4°N 179.0°W：热带低气压洛克在约翰斯顿环礁以西约1020公里重达热带风暴标准[24]。

8月24日
- 18:00，25°18′N 176°42′W / 25.3°N 176.7°W：途经帕帕哈瑙莫夸基亞國家海洋保護區的热带风暴洛克在中途島东南偏南约330公里升级飓风[24]。

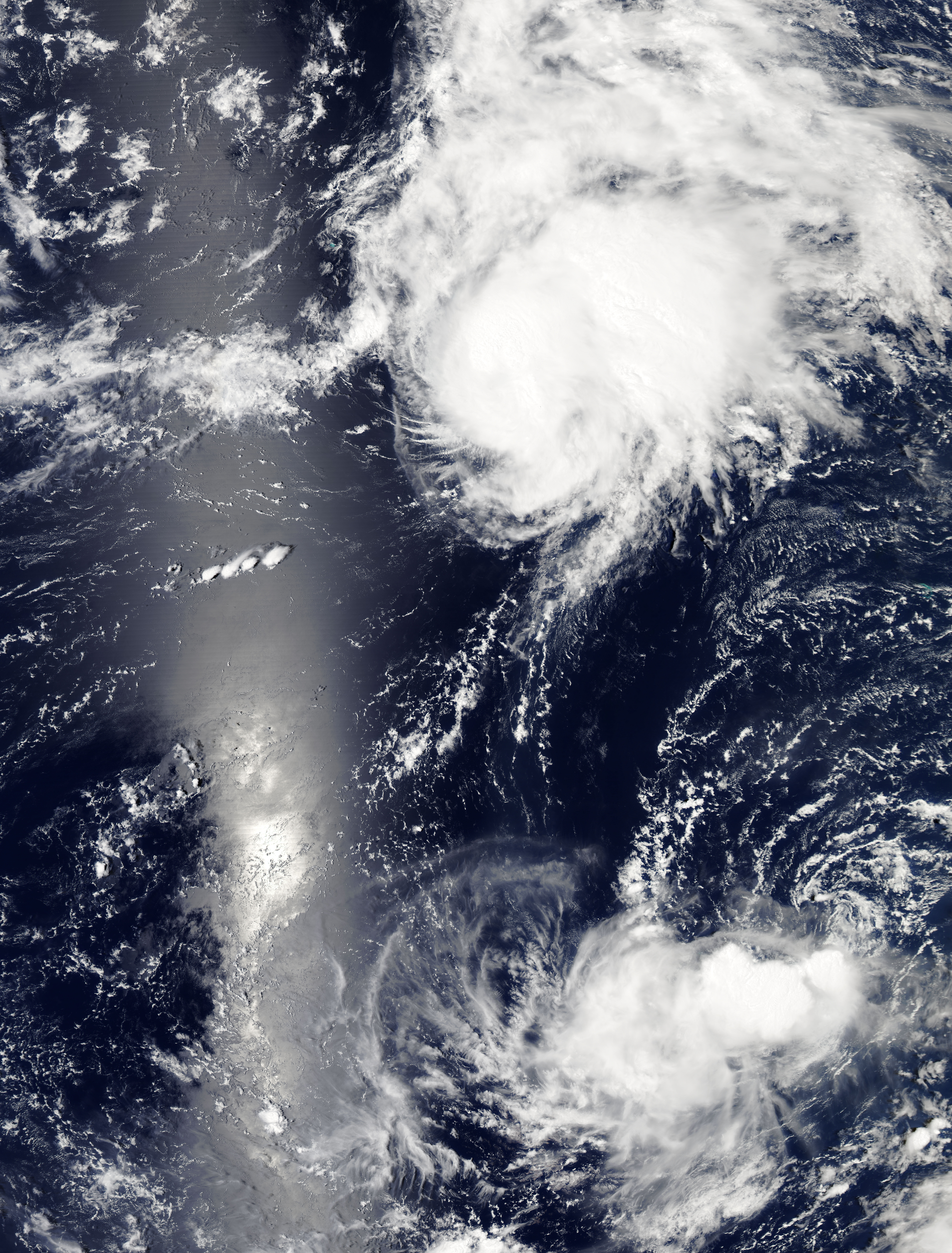
8月25日的飓风洛克（上）和热带低气压基洛

8月25日
- 00:00，13°06′N 131°06′W / 13.1°N 131.1°W：下加利福尼亚半岛最南端西南偏西约2380公里的热带扰动发展成第十二E号热带低气压[25]
- 12:00，28°48′N 173°06′W / 28.8°N 173.1°W：飓风洛克在中途岛以东约420公里达到风力时速120公里、气压985毫巴（百帕，29.09英寸汞柱）最高强度[24]。
- 18:00，30°06′N 173°00′W / 30.1°N 173.0°W：飓风洛克在中途岛东北偏东约475公里降级热带风暴[24]。
- 18:00，12°48′N 132°48′W / 12.8°N 132.8°W：第十二E号热带低气压在下加利福尼亚半岛最南角西南偏西约2660公里升级成热带风暴伊格纳西奥[25]。

8月26日
- 12:00，10°24′N 110°54′W / 10.4°N 110.9°W：曼萨尼约西南约1185公里的大范围低气压区形成第十三E号热带低气压[26]。
- 18:00，18°18′N 167°42′W / 18.3°N 167.7°W：热带低气压基洛在约翰斯顿环礁东北约255公里升级热带风暴[5]。
- 18:00，36°36′N 179°12′E / 36.6°N 179.2°E：热带风暴洛克在中途岛以北约950公里失去热带天气系统特征，并在此后六小时穿过国际日期变更线，由台风阿萨尼消退转变的温带气旋吸收[24]。

8月27日
- 00:00，12°00′N 136°54′W / 12.0°N 136.9°W：热带风暴伊格纳西奥在下加利福尼亚半岛最南角西南偏西约3095公里升级一级飓风[25]。
- 06:00，12°12′N 115°42′W / 12.2°N 115.7°W：第十三E号热带低气压在曼萨尼约西南偏西约1435公里升级热带风暴并获名“希梅纳”[26]。
- 18:00，12°54′N 140°12′W / 12.9°N 140.2°W：飓风伊格纳西奥以一级飓风强度从希洛东南偏东约1760公里进入中太平洋[25]。

8月28日
- 06:00，12°12′N 120°30′W / 12.2°N 120.5°W：热带风暴希梅纳在曼萨尼约西南偏西约1890公里升级一级飓风[26]。
- 18:00，12°18′N 122°36′W / 12.3°N 122.6°W：飓风希梅纳快速增强，在下加利福尼亚州最南端西南约1785公里达到二级飓风标准[26]。

8月29日
- 00:00，12°18′N 123°36′W / 12.3°N 123.6°W：飓风希梅纳在下加利福尼亚半岛最南端西南约1865公里急剧强化成四级飓风[26]。
- 06:00，17°42′N 173°00′W / 17.7°N 173.0°W：热带风暴基洛在约翰斯顿环礁西北偏西约385公里升级一级飓风[5]。
- 06:00，12°12′N 124°24′W / 12.2°N 124.4°W：飓风希梅纳在下加利福尼亚半岛最南角西南约1945公里达到风力时速250公里、气压932毫巴（百帕，27.52英寸汞柱）最高强度，已至四级飓风上限[26]。
- 12:00，15°42′N 146°06′W / 15.7°N 146.1°W：飓风伊格纳西奥快速增强，在希洛东南偏东约1050公里达到三级飓风范围[25]。
- 18:00，17°54′N 174°48′W / 17.9°N 174.8°W：飓风基洛急剧强化，在约翰斯顿环礁西北偏西约570公里成为三级飓风[5]。
- 18:00，16°06′N 146°36′W / 16.1°N 146.6°W：飓风伊格纳西奥在希洛东南偏东约980公里增强成四级飓风[25]。

8月30日

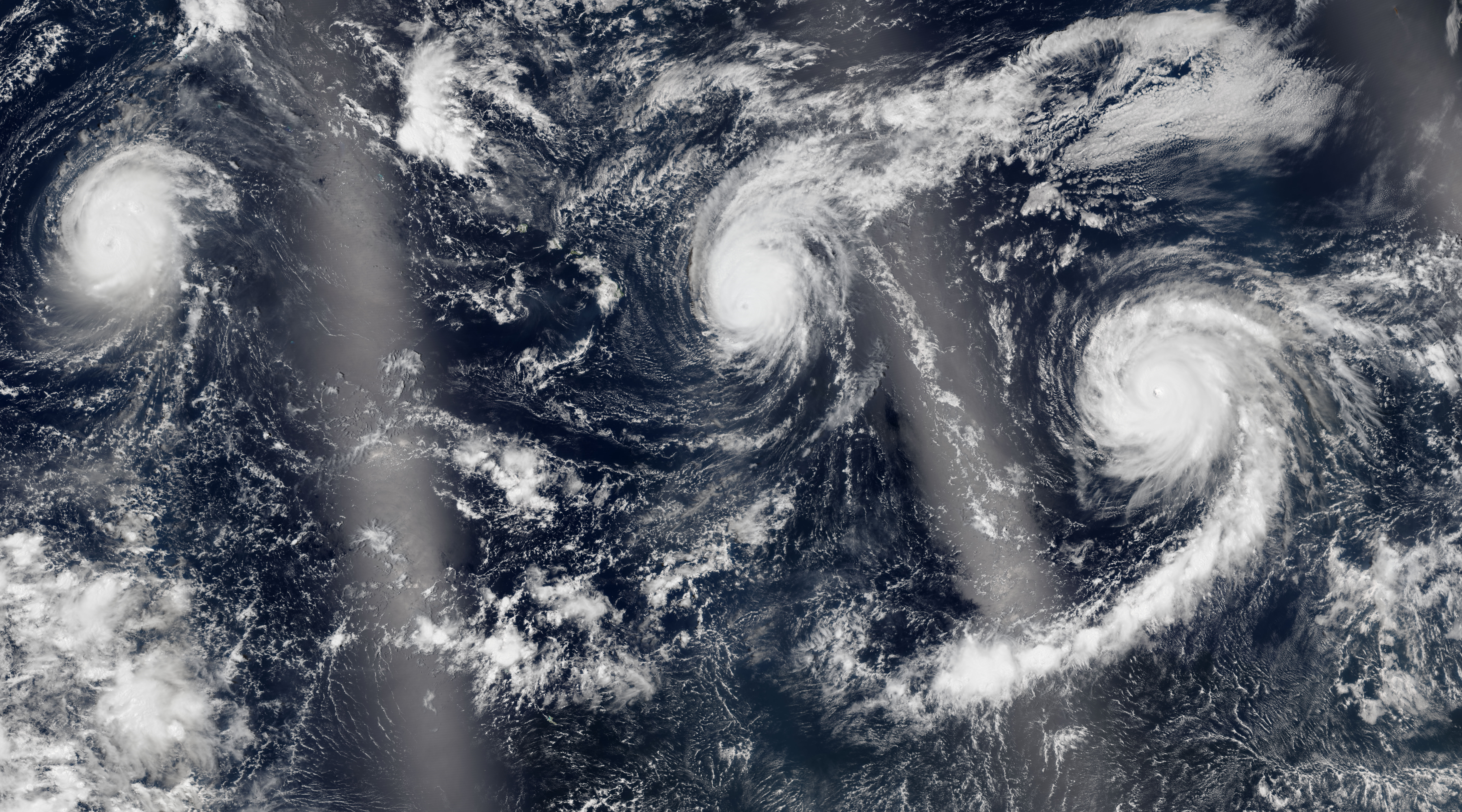
8月30日均在大型飓风强度的飓风基洛（左）、伊格纳西奥（中）、希梅纳，这是有可靠纪录以来国际日期变更线以东的太平洋首次同时出现三个大型飓风

- 00:00，18°06′N 175°42′W / 18.1°N 175.7°W：飓风基洛在约翰斯顿环礁西北偏西约675公里强化成四级飓风[5]。
- 06:00，18°18′N 176°24′W / 18.3°N 176.4°W：飓风基洛在约翰斯顿环礁西北偏西约750公里达到风力时速225公里、气压940毫巴（百帕，27.76英寸汞柱）最高强度，属四级飓风标准[5]。
- 06:00，17°06′N 147°42′W / 17.1°N 147.7°W：飓风伊格纳西奥在希洛东南偏东约820公里达到持续风速每小时235公里、气压942毫巴（百帕，27.82英寸汞柱）最高强度，属四级飓风范围[25]。
- 18:00，18°54′N 177°36′W / 18.9°N 177.6°W：飓风基洛在约翰斯顿环礁西北偏西约885公里降至三级飓风强度[5]。
- 18:00，18°36′N 148°42′W / 18.6°N 148.7°W：飓风伊格纳西奥在希洛以东约685公里弱化成三级飓风[25]。

8月31日
- 12:00，20°36′N 150°30′W / 20.6°N 150.5°W：飓风伊格纳西奥在希洛东北偏东约490公里减弱成二级飓风[25]。
- 18:00，11°48′N 111°42′W / 11.8°N 111.7°W：卡沃圣卢卡斯以南约1205公里的狭长低气压区形成第十四E号热带低气压[27]。

### 九月
9月1日
- 06:00，22°36′N 152°36′W / 22.6°N 152.6°W：飓风伊格纳西奥在希洛东北约410公里降至一级飓风范围[25]。
- 12:00，23°18′N 179°54′W / 23.3°N 179.9°W：飓风基洛以三级飓风强度从中途岛西南偏南约605公里穿过国际日期变更线，变成台风[5]。
- 12:00，16°36′N 139°36′W / 16.6°N 139.6°W：飓风希梅保持在四级强度约56小时，随后在希洛东南偏东约1670公里减弱成三级飓风，并在不久后穿过西经140度线进入中太平洋[26]。
- 18:00，13°06′N 113°54′W / 13.1°N 113.9°W：第十四E号热带低气压在卡沃圣卢卡斯西南偏南约1165公里升级成热带风暴凯文[27]。

9月2日

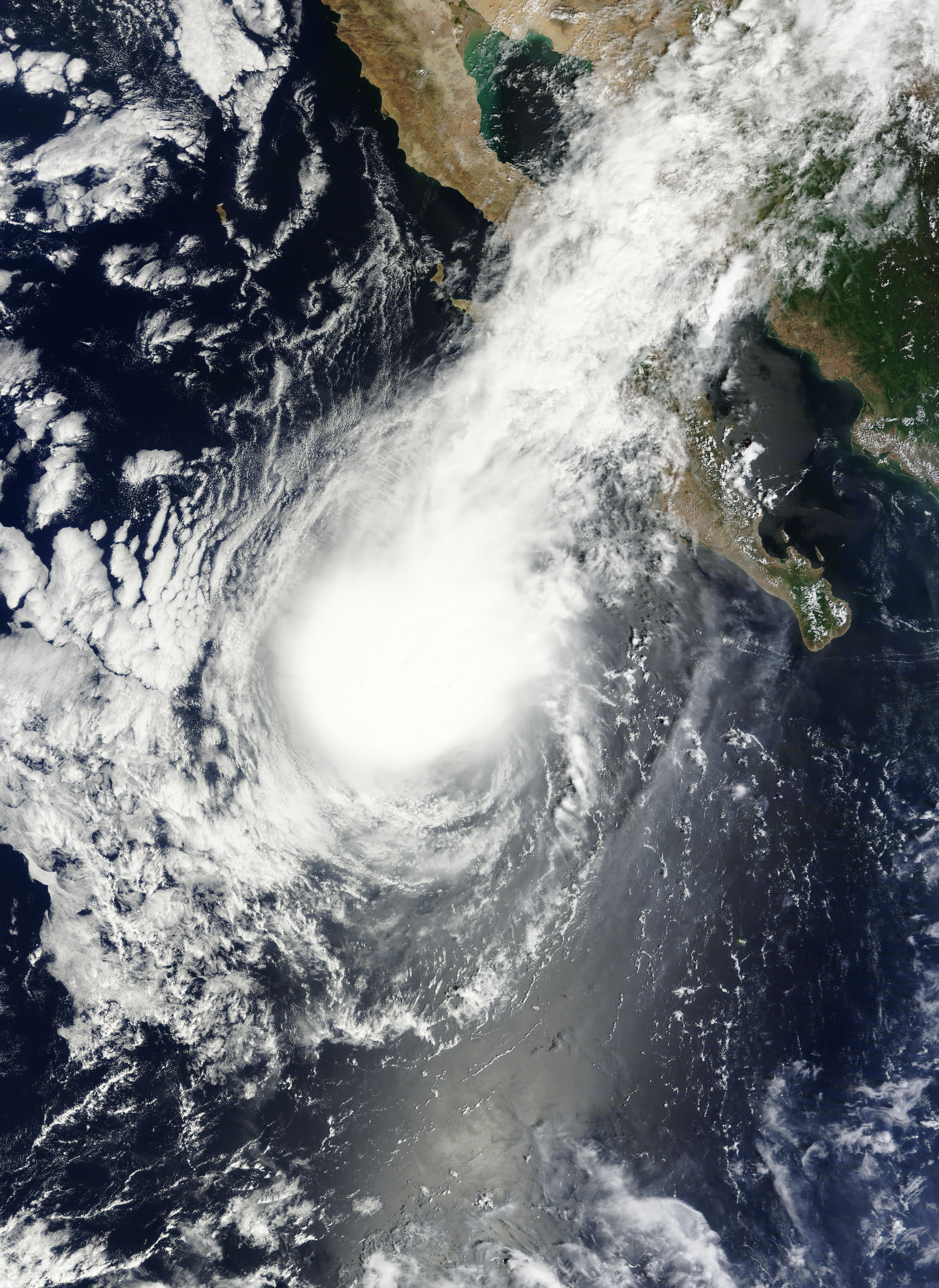
9月4日热带风暴凯文保持强度

- 00:00，24°12′N 155°00′W / 24.2°N 155.0°W：飓风伊格纳西奥在檀香山东北约435公里降级热带风暴[25]。
- 12:00，17°36′N 142°24′W / 17.6°N 142.4°W：飓风希梅纳在希洛以东约1355公里减弱成二级飓风[26]。
- 18:00，26°24′N 157°42′W / 26.4°N 157.7°W：热带风暴伊格纳西奥在檀香山以北约565公里再达一级飓风标准[25]。

9月3日
- 18:00，29°06′N 162°06′W / 29.1°N 162.1°W：飓风伊格纳西奥在檀香山西北偏北约965公里再度降级热带风暴[25]。
- 18:00，18°30′N 115°48′W / 18.5°N 115.8°W：热带风暴凯文在卡沃圣卢卡斯西南约780公里达到风力时速95公里、气压998毫巴（百帕，29.47英寸汞柱）最高强度[27]。

9月4日
- 06:00，19°24′N 144°36′W / 19.4°N 144.6°W：飓风希梅纳在希洛以东约1100公里降至一级飓风范围[26]。

9月5日
- 00:00，34°48′N 164°24′W / 34.8°N 164.4°W：热带风暴伊格纳西奥在檀香山西北偏北约1620公里瓦解成后热带气旋[25]。
- 06:00，22°48′N 114°36′W / 22.8°N 114.6°W：热带风暴凯文在卡沃圣卢卡斯以西约485公里降级热带低气压[27]。
- 12:00，23°12′N 114°18′W / 23.2°N 114.3°W：热带低气压凯文在卡沃圣卢卡斯以西约445公里消退为残留低气压区[27]。
- 18:00，21°30′N 146°30′W / 21.5°N 146.5°W：飓风希梅纳在希洛东北偏东约915公里降级热带风暴[26]。
- 18:00，12°06′N 106°18′W / 12.1°N 106.3°W：曼萨尼约西南约790公里的低气压区发展成第十五E号热带低气压[28]。

9月6日
- 06:00，13°12′N 107°48′W / 13.2°N 107.8°W：第十五E号热带低气压在曼萨尼约西南约835公里升级热带风暴并获名“琳达”[28]。

9月7日
- 06:00，16°18′N 111°00′W / 16.3°N 111.0°W：热带风暴琳达在索科罗岛以南约265公里升级一级飓风[28]。
- 12:00，17°12′N 111°42′W / 17.2°N 111.7°W：飓风琳达在索科罗岛西南偏南约185公里增强成二级飓风[28]。

9月8日

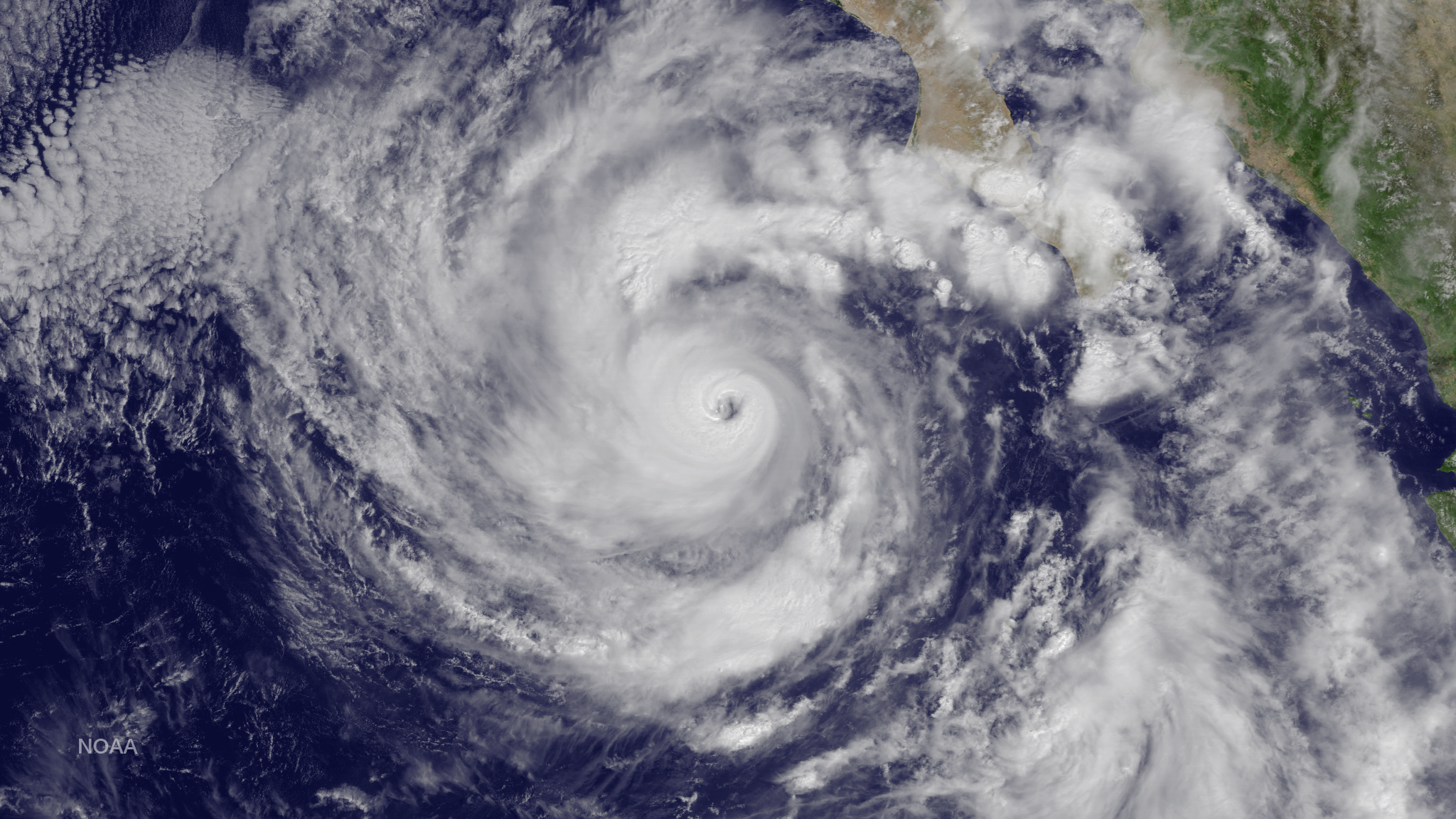
9月8日的三级飓风琳达

- 12:00，20°36′N 113°36′W / 20.6°N 113.6°W：飓风琳达在索科罗岛西北约340公里达到三级飓风标准，并达到持续风速每小时200公里、气压950毫巴（百帕，28.05英寸汞柱）最高强度[28]。

9月9日
- 06:00，22°48′N 115°54′W / 22.8°N 115.9°W：飓风琳达因海面温度降低迅速减弱，在卡沃圣卢卡斯以西约620公里降至二级飓风标准[28]。
- 12:00，25°30′N 155°12′W / 25.5°N 155.2°W：热带风暴希梅纳在檀香山东北偏北约540公里降级热带低气压[26]。
- 12:00，23°24′N 116°24′W / 23.4°N 116.4°W：飓风琳达在卡沃圣卢卡斯西北偏西约670公里减弱成一级飓风[28]。
- 18:00，24°00′N 117°00′W / 24.0°N 117.0°W：飓风琳达在卡沃圣卢卡斯西北偏西约730公里降级热带风暴[28]。

9月10日
- 00:00，24°42′N 156°48′W / 24.7°N 156.8°W：热带低气压希梅纳在檀香山东北偏北约370公里消退成残留低气压区[26]。
- 12:00，25°42′N 118°24′W / 25.7°N 118.4°W：热带风暴琳达在卡沃圣卢卡斯西北约915公里退化成不含对流的残留低气压区[28]。

9月18日
- 18:00，17°12′N 176°00′W / 17.2°N 176.0°W：第五C号热带低气压在檀香山西南偏西约1945公里成型[29]。

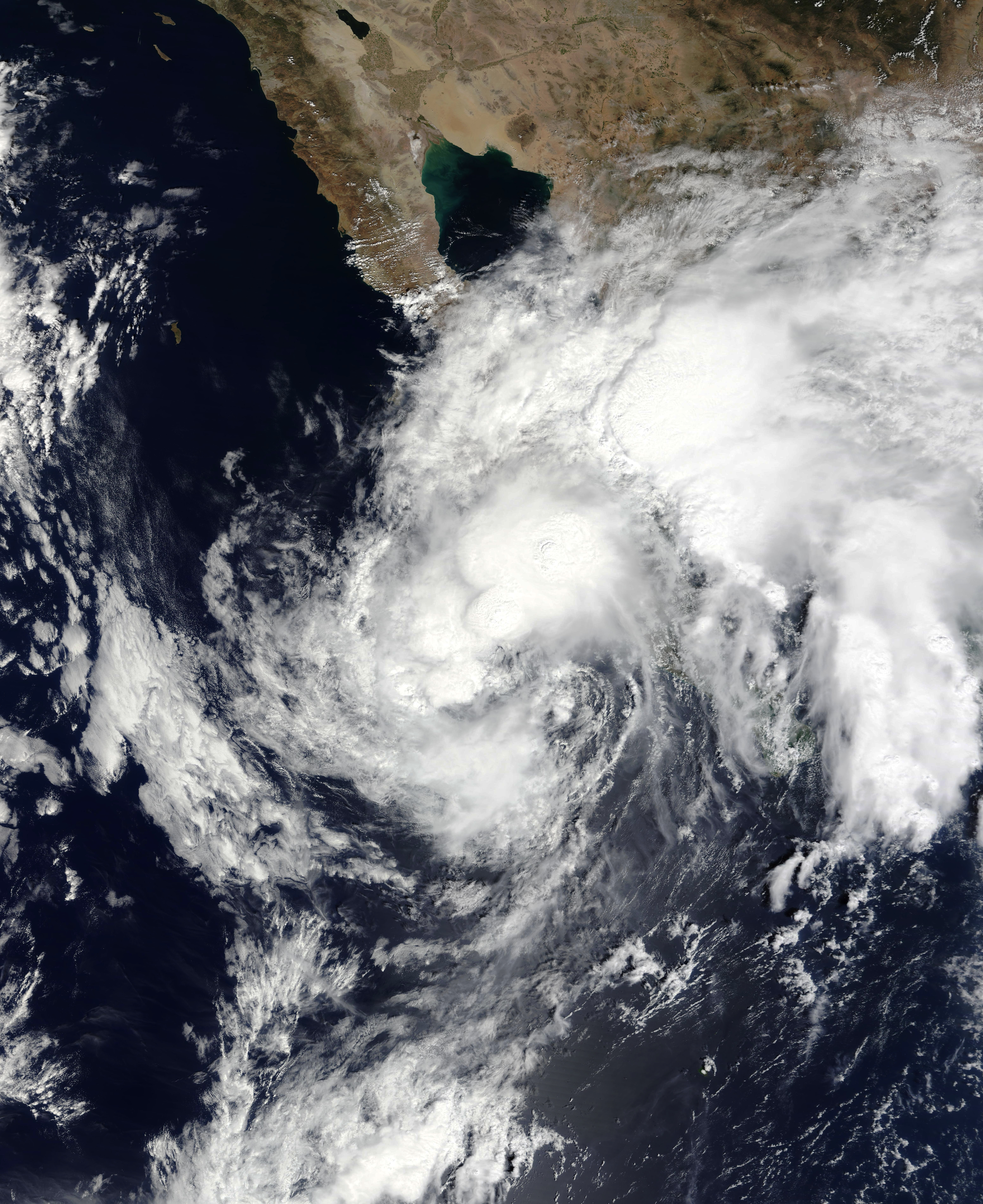
9月20日刚成型的第十六E号热带低气压，气旋雨带覆盖南下加利福尼亚州并延伸到加利福尼亚湾

9月20日
- 18:00，24°18′N 113°42′W / 24.3°N 113.7°W：南下加利福尼亚州圣卡洛斯西南偏西约170公里近海形成第十六E号热带低气压[30]。

9月21日
- 00:00，23°06′N 172°30′W / 23.1°N 172.5°W：第五C号热带低气压在夏威夷州莱桑岛以南约305公里升级热带风暴并获名“玛丽亚”[29]。
- 04:45，26°36′N 113°06′W / 26.6°N 113.1°W：第十六E号热带低气压以风力时速55公里、气压1001毫巴（百帕，29.56英寸汞柱）强度从南下加利福尼亚州阿布雷奥约斯附近登陆[30]。
- 12:00，25°12′N 171°24′W / 25.2°N 171.4°W：热带风暴玛丽亚在莱桑岛东南约70公里达到持续风速80公里、气压992毫巴（百帕，29.29英寸汞柱）最高强度[29]。
- 13:45，28°48′N 112°18′W / 28.8°N 112.3°W：第十六E号热带低气压以风力时速55公里、气压1002毫巴（百帕，29.59英寸汞柱）强度登陆索諾拉州蒂布龍島附近[30]。
- 15:00，29°12′N 112°12′W / 29.2°N 112.2°W：第十六E号热带低气压以持续风速每小时55公里，气压1003毫巴（百帕，29.62英寸汞柱）强度从丘埃卡角附近登陆[30]。
- 18:00：第十六E号热带低气压在索诺拉州上空消散，残留继续向东北移动，后进入美国西南部[30]。

9月22日
- 18:00，29°18′N 173°18′W / 29.3°N 173.3°W：热带风暴玛丽亚在莱桑岛西北偏北约420公里消退成残留低气压区[29]。

9月25日

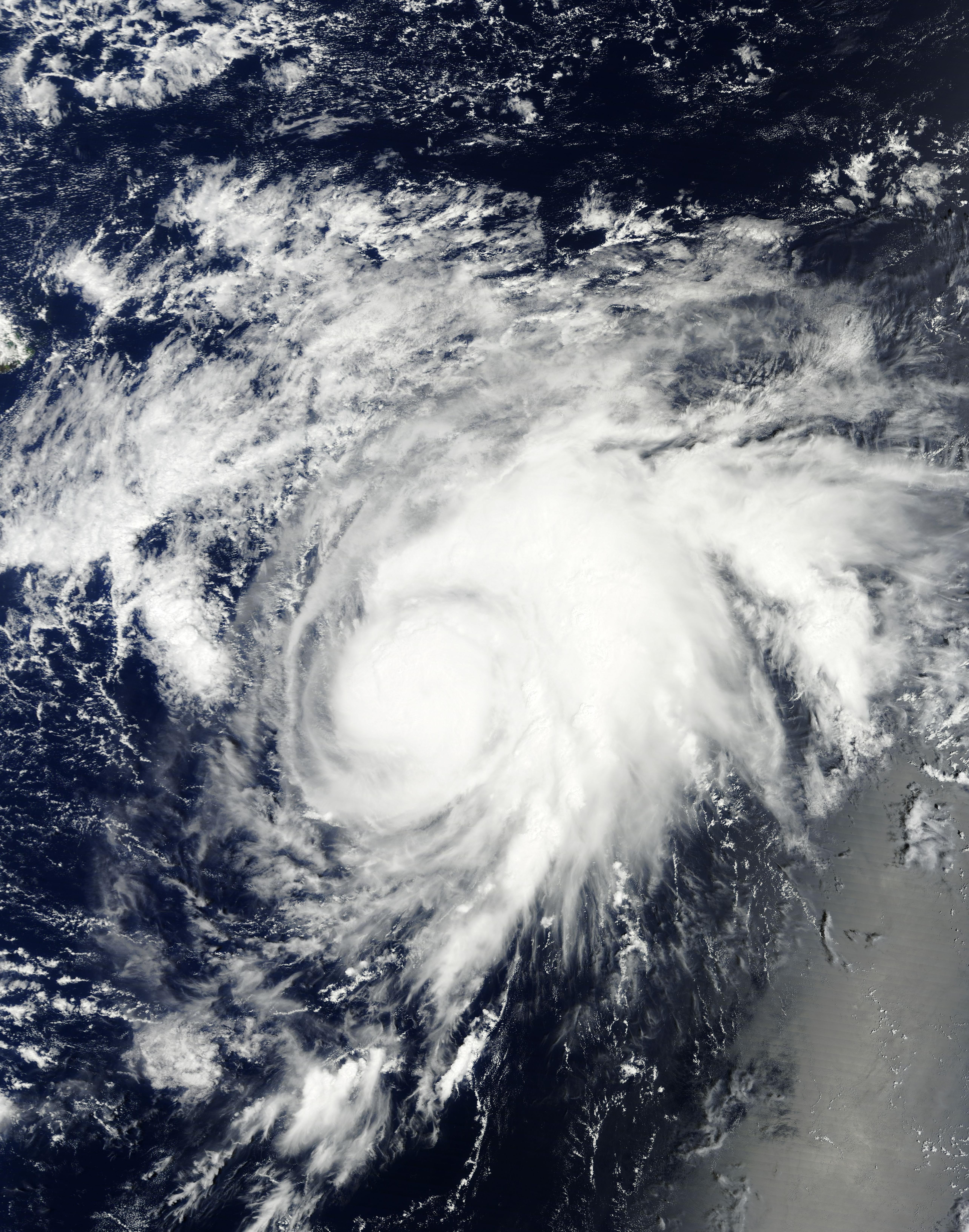
9月25日升级不久的热带风暴尼亚拉

- 00:00，14°00′N 149°06′W / 14.0°N 149.1°W：第六C号热带低气压在希洛东南约900公里形成[31]。
- 06:00，14°24′N 149°24′W / 14.4°N 149.4°W：第六C号热带低气压在希洛东南约845公里升级成热带风暴尼亚拉[31]。

9月26日
- 18:00，17°06′N 151°54′W / 17.1°N 151.9°W：热带风暴尼亚拉在希洛东南约445公里达到风力时速105公里、气压992毫巴（百帕，29.29英寸汞柱）最高强度[31]。
- 18:00，13°06′N 103°00′W / 13.1°N 103.0°W：阿卡普尔科西南约540公里的东风波发展成第十七E号热带低气压[32]。

9月27日
- 00:00，13°36′N 103°06′W / 13.6°N 103.1°W：第十七E号热带低气压在阿卡普尔科西南约500公里升级热带风暴并获名“马蒂”[32]。

9月28日
- 12:00，15°00′N 156°36′W / 15.0°N 156.6°W：热带风暴尼亚拉在檀香山以南约710公里降级热带低气压[31]。
- 12:00，16°18′N 103°00′W / 16.3°N 103.0°W：热带风暴马蒂在阿卡普尔科以西约355公里升级一级飓风[32]。
- 18:00，16°36′N 102°24′W / 16.6°N 102.4°W：飓风马蒂在阿卡普尔科以西约275公里达到持续风速每小时130公里、气压987毫巴（百帕，29.15英寸汞柱）最高强度[32]。

9月29日
- 00:00，15°24′N 158°24′W / 15.4°N 158.4°W：热带低气压尼亚拉在檀香山以南约660公里退化成残留低气压区[31]。
- 06:00，16°18′N 101°54′W / 16.3°N 101.9°W：飓风马蒂在阿卡普尔科西南偏西约225公里降级热带风暴[32]。

9月30日
- 06:00，16°06′N 101°42′W / 16.1°N 101.7°W：热带风暴马蒂在阿卡普尔科西南偏西约210公里瓦解成后热带气旋[32]。

### 十月
10月3日
- 06:00，12°30′N 155°24′W / 12.5°N 155.4°W：第七C号热带低气压在夏威夷州卡蕾亚以南约715公里形成[33]，是2015年中太平洋形成或从其他海域进入的第12个热带气旋，刷新卫星时代以来中太平洋热带气旋数量纪录[34]。
- 06:00，12°18′N 171°30′W / 12.3°N 171.5°W：约翰斯顿环礁西南偏南约540公里形成第八C号热带低气压，气旋马上达到风力时速55公里、气压1001毫巴（百帕，29.56英寸汞柱）最高强度[35]。
- 12:00，12°36′N 155°12′W / 12.6°N 155.2°W：第七C号热带低气压在卡蕾亚以南约700公里升级为热带风暴欧霍[33]。

10月4日
- 06:00，10°42′N 171°36′W / 10.7°N 171.6°W：第八C号热带低气压在约翰斯顿环礁西南偏南约710公里瓦解为后热带低气压区[35]。

10月6日

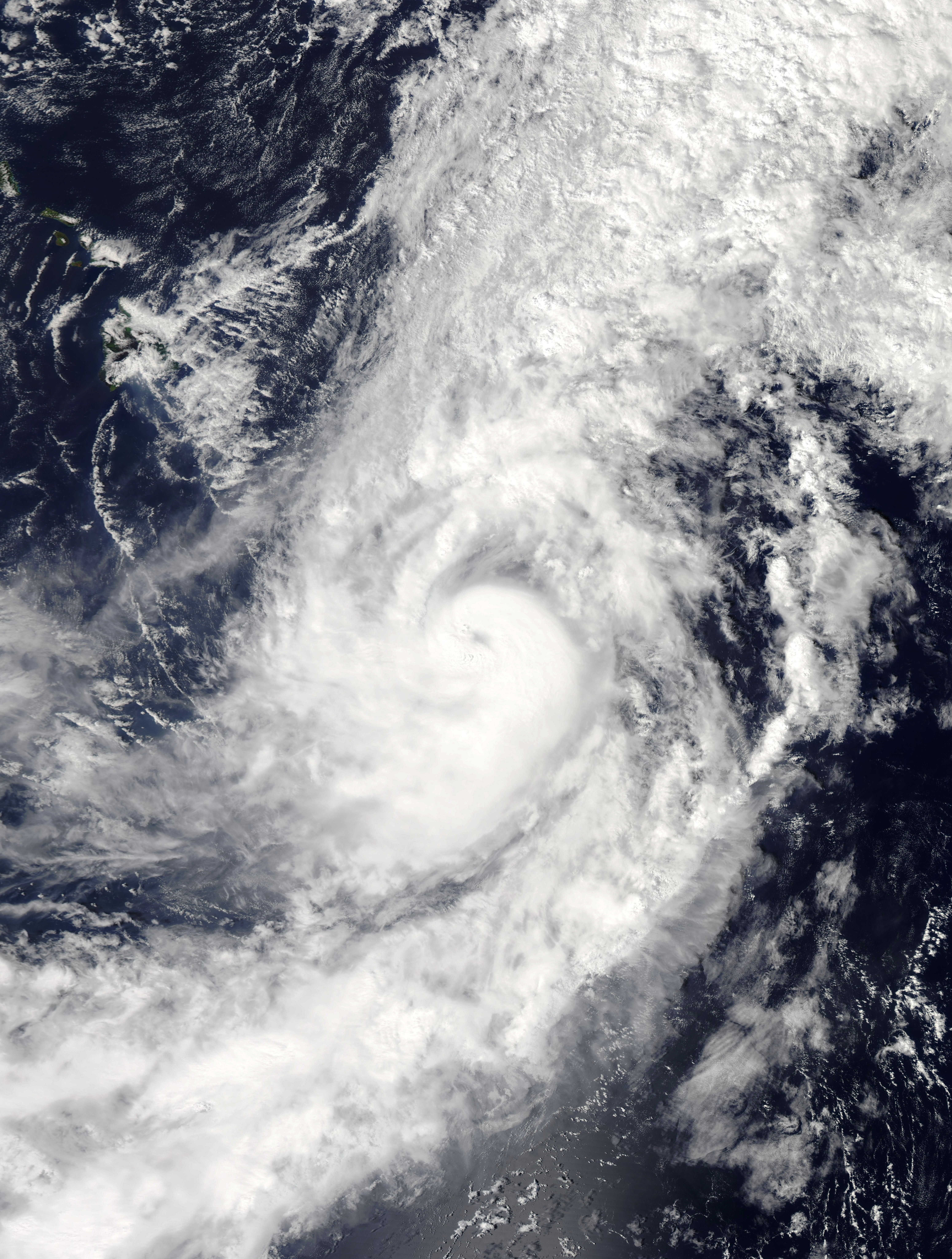
10月6日飓风欧霍增强，北面的低壓槽促使飓风向东北移动

- 12:00，15°06′N 151°54′W / 15.1°N 151.9°W：热带风暴欧霍在希洛东南约610公里达到飓风标准[33]。

10月7日
- 06:00，19°06′N 147°54′W / 19.1°N 147.9°W：飓风欧霍在希洛以东约755公里增强成二级飓风[33]。
- 12:00，21°54′N 146°36′W / 21.9°N 146.6°W：飓风欧霍在希洛东北偏东约915公里达到风力时速175公里、气压957毫巴（百帕，28.26英寸汞柱）最高强度[33]。

10月8日
- 00:00，28°48′N 145°12′W / 28.8°N 145.2°W：飓风欧霍在希洛东北约1425公里降至一级飓风范围[33]。
- 12:00，33°18′N 142°30′W / 33.3°N 142.5°W：飓风欧霍在希洛东北约1960公里转变成温带气旋，风速降至低于飓风标准[33]。

10月9日
- 12:00，10°48′N 131°36′W / 10.8°N 131.6°W：希洛东南约2705公里的大范围低气压区形成第十八E号热带低气压[36]。

10月10日
- 00:00，11°06′N 134°30′W / 11.1°N 134.5°W：第十八E号热带低气压在希洛东南约2405公里升级热带风暴并获名“诺拉”[36]。

10月11日
- 06:00：热带风暴诺拉穿过西经140度线进入中太平洋[36]。

10月12日
- 00:00，12°18′N 143°30′W / 12.3°N 143.5°W：热带风暴诺拉在希洛东南约1490公里达到持续风速每小时115公里、气压993毫巴（百帕，29.32英寸汞柱）最高强度[36]。

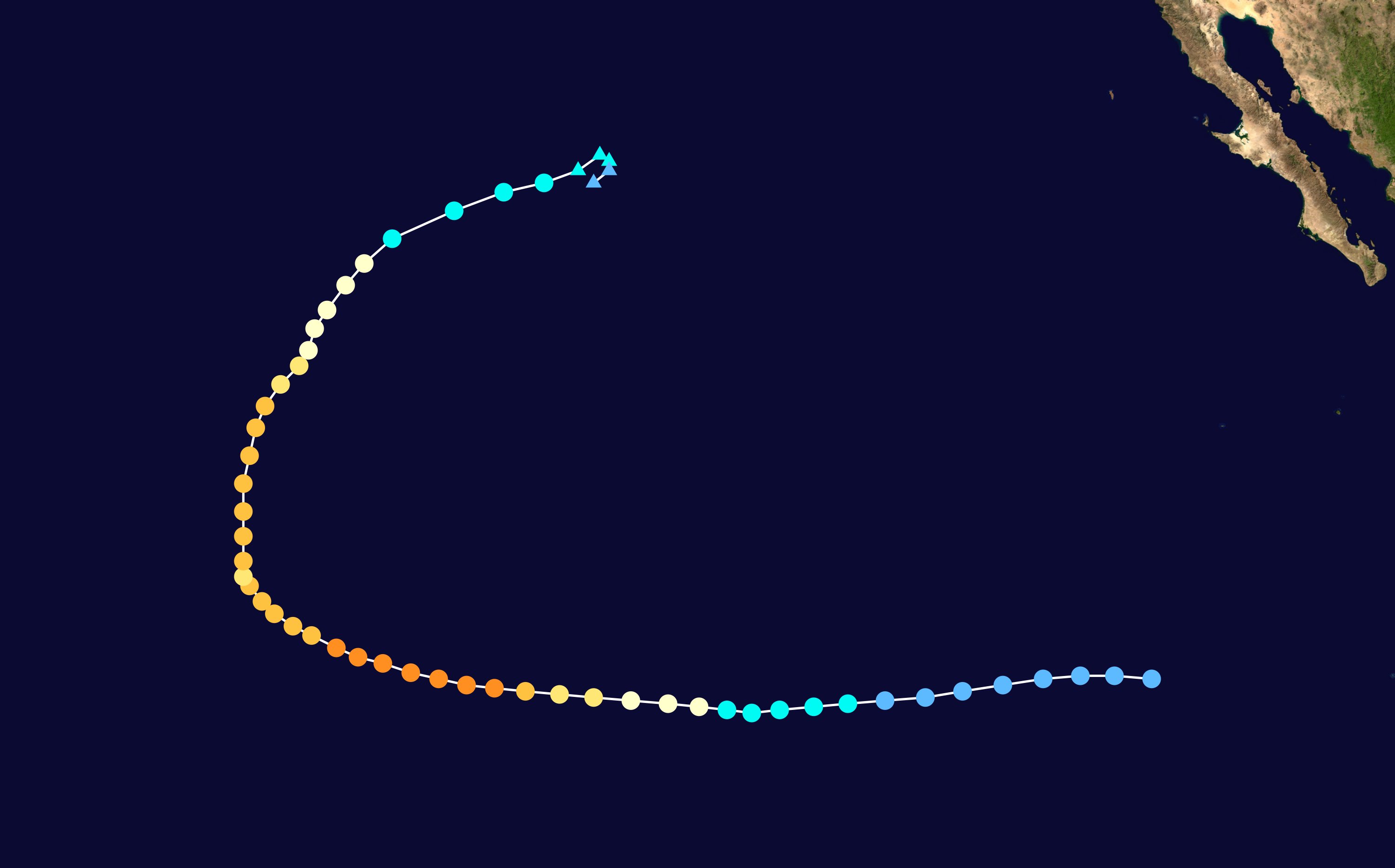
10月15至27日飓风奥拉夫经过东太平洋和中太平洋的移动路线

10月14日
- 06:00，14°48′N 150°24′W / 14.8°N 150.4°W：热带风暴诺拉在希洛东南约740公里降级热带低气压[36]。

10月15日
- 00:00，10°12′N 117°00′W / 10.2°N 117.0°W：卡沃圣卢卡斯西南偏南约1595公里的广阔低气压区发展出第十九E号热带低气压[37]。
- 18:00，16°36′N 152°42′W / 16.6°N 152.7°W：热带低气压诺拉在希洛东南约425公里退化成残留低气压区[36]。

10月17日
- 00:00，9°24′N 126°48′W / 9.4°N 126.8°W：第十九E号热带低气压在下加利福尼亚半岛最南角西南约2340公里升级热带风暴并获名“奥拉夫”[37]。

10月18日
- 06:00，9°18′N 131°36′W / 9.3°N 131.6°W：热带风暴奥拉夫在下加利福尼亚半岛最南端西南偏西约2760公里升级一级飓风[37]。

10月19日
- 00:00，9°36′N 135°00′W / 9.6°N 135.0°W：飓风奥拉夫在下加利福尼凿开半岛最南角西南偏西约3050公里强化成二级飓风[37]。
- 12:00，9°48′N 137°12′W / 9.8°N 137.2°W：飓风奥拉夫急剧增强，在下加利福尼亚半岛最南角西南偏西约3245公里达到三级飓风标准，是有纪录以来最低纬度的东太平洋大型飓风[37]。
- 18:00，9°54′N 138°12′W / 9.9°N 138.2°W：飓风奥拉夫在下加利福尼亚半岛最南端西南偏西约3335公里增强至四级飓风范围[37]。

10月20日
- 06:00，10°12′N 140°00′W / 10.2°N 140.0°W：飓风奥拉夫在希洛东南偏东约1935公里达到持续风速每小时240公里、气压938毫巴（百帕，27.7英寸汞柱）最高强度[37]。
- 06:00，13°24′N 94°00′W / 13.4°N 94.0°W：第二十E号热带低气压在墨西哥萨利纳克鲁斯东南偏南约330公里成型[38]。

10月21日
- 00:00，13°06′N 95°06′W / 13.1°N 95.1°W：第二十E号热带低气压在萨利纳克鲁斯以南约345公里升级为热带风暴帕特里夏[38]。

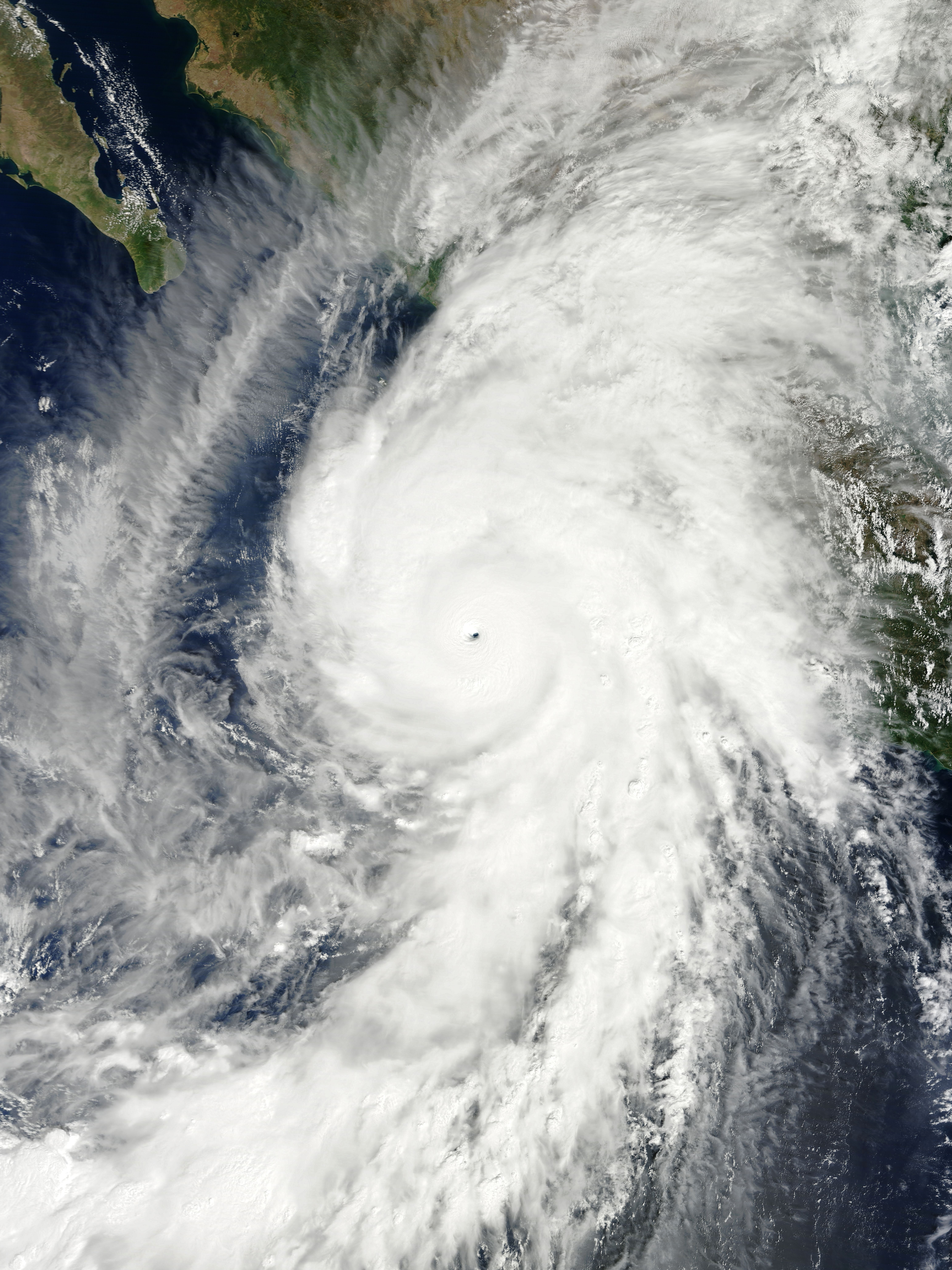
10月23日逼近墨西哥西部的五级飓风帕特里夏。飓风猎人在上图拍摄数分钟后测得879毫巴（百帕，25.75英寸汞柱），创下西半球新低。经过风暴过后的重新分析，气象机构认定帕特里夏此前数小时便达到最高强度

- 12:00，11°36′N 144°06′W / 11.6°N 144.1°W：飓风奥拉夫在希洛东南约1480公里减弱成三级飓风[37]。

10月22日
- 06:00，14°00′N 101°42′W / 14.0°N 101.7°W：热带风暴帕特里夏在阿卡普尔科西南约370公里升级一级飓风[38]。
- 12:00，14°36′N 103°06′W / 14.6°N 103.1°W：飓风帕特里夏快速增强，在曼萨尼约以南约505公里达到二级飓风标准[38]。
- 18:00，13°30′N 146°18′W / 13.5°N 146.3°W：飓风奥拉夫在希洛东南约1165公里降至二级飓风标准[37]。
- 18:00，15°12′N 104°12′W / 15.2°N 104.2°W：飓风帕特里夏在曼萨尼约以南约425公里达到四级飓风强度[38]。

10月23日
- 00:00，14°00′N 146°18′W / 14.0°N 146.3°W：飓风奥拉夫在希洛东南约1130公里再度增强成三级飓风[37]。
- 00:00，15°48′N 104°54′W / 15.8°N 104.9°W：飓风帕特里夏继续增强，在曼萨尼约西南偏南约360公里达到五级飓风标准[38]。
- 12:00，17°18′N 105°36′W / 17.3°N 105.6°W：飓风帕特里夏在曼萨尼约西南约240公里达到持续风速每小时345公里、气压872毫巴（百帕，25.75英寸汞柱）最高强度，超越2005年882毫巴（百帕，26.05英寸汞柱）的大西洋飓风威尔玛成为西半球最强热带旋，全球范围仅次于1979年870毫巴（百帕，25.69英寸汞柱）的台风泰培[38]。
- 23:00，19°24′N 105°00′W / 19.4°N 105.0°W：飓风帕特里夏以风力时速240公里、气压932毫巴（百帕，27.52英寸汞柱）的四级飓风强度从墨西哥奎克斯马拉附近登陆，是有纪录以来登陆时最强的东太平洋热带气旋[38]。

10月24日
- 00:00，19°36′N 104°54′W / 19.6°N 104.9°W：飓风帕特里夏在曼萨尼约西北偏北约135公里减弱成三级飓风。
- 03:00，20°12′N 104°36′W / 20.2°N 104.6°W：飓风帕特里夏急剧消退，在墨西哥瓜达拉哈拉西南偏西约135公里降级热带风暴[38][39]。
- 12:00，23°12′N 102°18′W / 23.2°N 102.3°W：热带风暴帕特里夏在墨西哥阿瓜斯卡连特斯以北约145公里降级热带低气压[38]。
- 18:00前：热带低气压帕特里夏在墨西哥中部上空消散[38]。
- 18:00，19°42′N 145°06′W / 19.7°N 145.1°W：飓风奥拉夫在希洛以东约1045公里弱化成二级飓风[37]。

10月25日
- 06:00，20°48′N 144°12′W / 20.8°N 144.2°W：飓风奥拉夫在希洛以东约1140公里消退成一级飓风[37]。

10月26日
- 12:00，24°24′N 141°30′W / 24.4°N 141.5°W：飓风奥拉夫在加利福尼亚州圣地牙哥西南偏西约2545公里降级热带风暴[37]。
- 18:00，25°18′N 139°30′W / 25.3°N 139.5°W：热带风暴奥拉夫从圣地牙哥西南偏西约2320公里穿过西经140度线回到东太平洋，是有纪录以来第一个从东太平洋进入中太平洋后又返回东太平洋的热带气旋[37]。

10月27日
- 12:00，26°36′N 135°30′W / 26.6°N 135.5°W：热带风暴奥拉夫在圣地牙哥西南偏西约1900公里瓦解为后热带气旋[37]。

### 十一月
11月18日
- 12:00，12°54′N 106°54′W / 12.9°N 106.9°W：曼萨尼约西南偏南约730公里形成第二十一E号热带低气压[40]。

11月19日
- 12:00，14°12′N 106°06′W / 14.2°N 106.1°W：第二十一E号热带低气压在曼萨尼约西南偏南约570公里升级成热带风暴里克，同时达到持续风速每小时65公里、最低气压1002毫巴（百帕，29.59英寸汞柱）最高强度[40]。

11月22日
- 06:00，17°00′N 117°30′W / 17.0°N 117.5°W：热带风暴里克在卡沃圣卢卡斯西南约1030公里降级热带低气压[40]。
- 18:00，17°48′N 118°54′W / 17.8°N 118.9°W：热带低气压里克在卡沃圣卢卡斯西南偏西约1085公里退化成残留低气压区[40]。

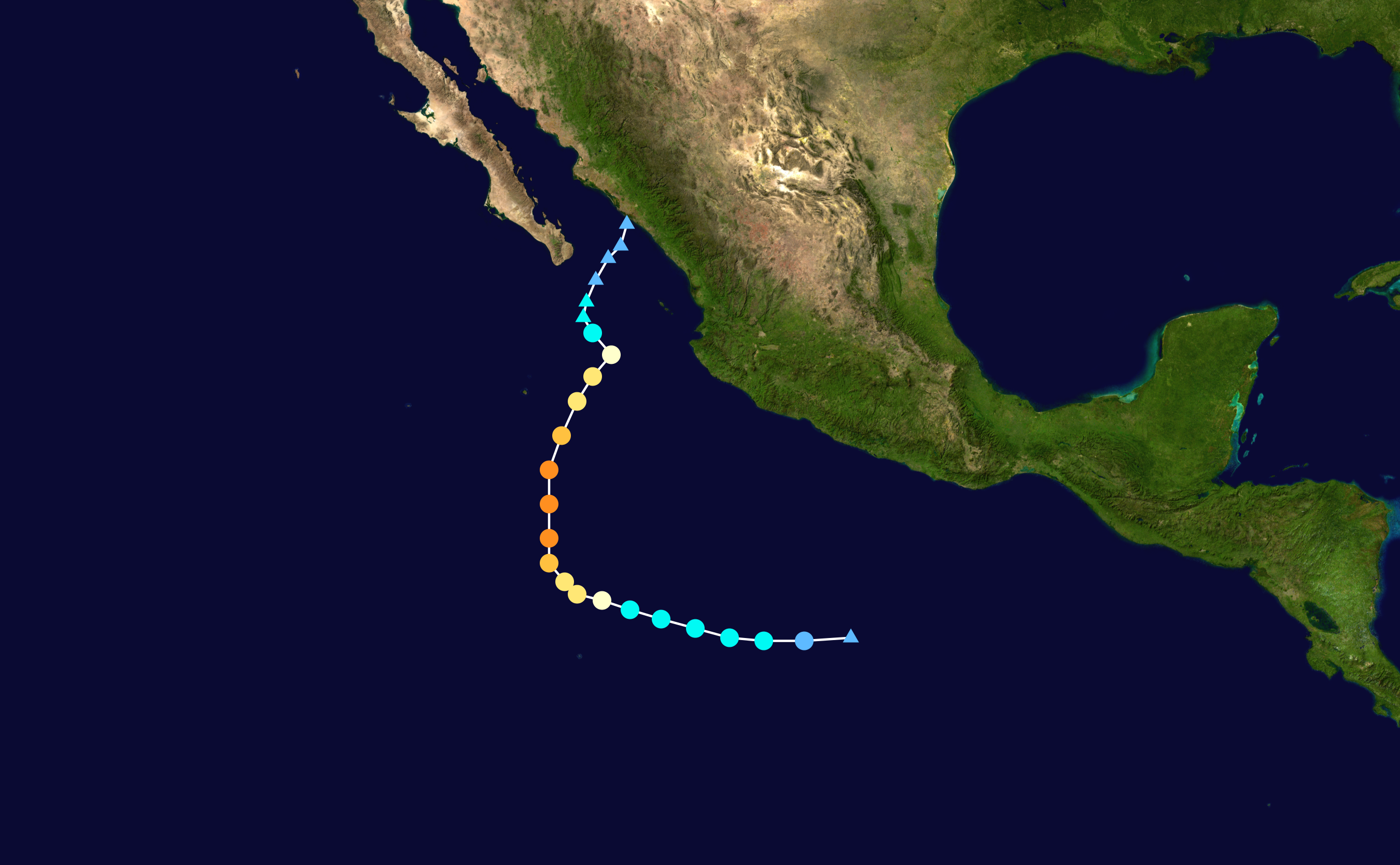
飓风桑德拉路径图

11月23日
- 18:00，10°48′N 102°00′W / 10.8°N 102.0°W：第二十二E号热带低气压在阿卡普尔科西南偏南约710公里成型[41]。

11月24日
- 00:00，10°48′N 103°18′W / 10.8°N 103.3°W：第二十二E号热带低气压在曼萨尼约以南约925公里升级热带风暴并获名“桑德拉”[41]。

11月25日
- 06:00，12°06′N 108°30′W / 12.1°N 108.5°W：热带风暴桑德拉在曼萨尼约西南偏南约895公里升级一级飓风[41]。
- 12:00，12°18′N 109°18′W / 12.3°N 109.3°W：飓风桑德拉快速增强，在曼萨尼约西南约915公里达到二级飓风强度[41]。

11月26日
- 00:00，13°18′N 110°12′W / 13.3°N 110.2°W：飓风桑德拉在曼萨尼约西南约895公里达到三级飓风标准，刷新东北太平洋形成日期最晚的大型飓风纪录[41]。
- 06:00，14°06′N 110°12′W / 14.1°N 110.2°W：飓风桑德拉急剧强化，在科连特斯角西南约855人公里提升到四级飓风范围，同时达到持续风速每小时240公里、气压934毫巴（百帕，27.58英寸汞柱）最高强度[41]。

11月27日
- 00:00，17°24′N 109°48′W / 17.4°N 109.8°W：飓风桑德拉在下加利福尼亚半岛最南角以南约610公里减弱成三级飓风[41]。
- 06:00，18°30′N 109°18′W / 18.5°N 109.3°W：飓风桑德拉在下加利福尼亚半岛最南端以南约490公里消退成二级飓风[41]。
- 18:00，20°00′N 108°12′W / 20.0°N 108.2°W：飓风桑德拉在瑪麗亞群島西南约240公里降至一级飓风范围[10]。

11月28日
- 00:00，20°42′N 108°48′W / 20.7°N 108.8°W：飓风桑德拉迅速减弱，在玛丽亚群岛西南偏西约255公里降级热带风暴[41]。
- 06:00，21°12′N 109°06′W / 21.2°N 109.1°W：热带风暴桑德拉在卡沃圣卢卡斯东北约200公里瓦解为残留低气压区[41]。

11月30日
- 2015年太平洋飓风季正式结束[2]。

### 十二月
12月31日
- 00:00，2°12′N 175°30′W / 2.2°N 175.5°W：约翰斯顿环礁西南偏南约1740公里形成第九C号热带低气压，气旋马上达到风力时速55公里、气压1001毫巴（百帕，29.56英寸汞柱）最高强度[42]。

### 一月
2016年1月1日
- 00:00，2°12′N 176°24′W / 2.2°N 176.4°W：第九C号热带低气压在约翰斯顿环礁西南偏南约1780公里消退成残留低气压区[42]。